# 東京地下鉄
東京地下鉄株式会社（とうきょうちかてつ、英: Tokyo Metro Co., Ltd.）は、東京地下鉄株式会社法に基づき、東京都区部およびその周辺地域（埼玉県と千葉県の一部）で地下鉄を経営する鉄道事業者である。東京都台東区東上野に本社を置く。愛称は東京メトロ（とうきょうメトロ）。
帝都高速度交通営団（営団地下鉄）の民営化により2004年に発足した特殊会社で、日本の大手私鉄の一つである。銀座線を始めとする帝都高速度交通営団から継承した8路線と、東京地下鉄発足後の2008年に開業した副都心線1路線の合計9路線を運営している。4路線を運営している東京都交通局（都営地下鉄）とともに、東京の地下鉄を運営している鉄道事業者である。
日本政府（財務大臣）と東京都で100%の株式を保有していたが、両者が半数の株式を市場で売り出すことで、2024年10月23日に東京証券取引所プライム市場に上場した。

## 概要
東洋初の地下鉄路線（現在の銀座線）を開業した東京地下鉄道と東京高速鉄道を源流とする。日中戦争から太平洋戦争へと戦火が拡大する戦時体制中の1941年（昭和16年）に設立された特殊法人（営団）である帝都高速度交通営団（交通営団）を、平成期の国の行政改革の一環として民営化するにあたり、同営団の事業を承継する特殊会社として、2004年（平成16年）4月1日、東京地下鉄株式会社法に基づいて設立された。9路線11系統、総計195.0 km（営業キロ）の地下鉄路線を運営するほか、不動産事業などの関連事業を営む。また海外事業として、ベトナムで地下鉄コンサルティングの現地法人を設立しているほか、フィリピンでのマニラ地下鉄施工管理、ミャンマーでの都市鉄道整備にあたる準備調査を手掛けている。
民営化前の営団時代から日本民営鉄道協会に加盟しており、民営化後は16社目の大手私鉄とみなされている。日本の大手私鉄の中では唯一の地下鉄事業者で、莫大な通勤・通学需要を持つ東京に地下鉄路線を9路線も保有していることから車両数、鉄道営業収益、輸送人員は大手私鉄で最も多い。
東京地下鉄以外にも、東京では東京都交通局が東京都区部を中心に都営地下鉄として地下鉄事業を行っている。

### 理念・キャッチコピー
東京メトログループ理念は「東京を走らせる力」。2021年（令和3年）12月からのキャッチコピーは「Find my Tokyo. ひさしぶりっ!」である。
2016年（平成28年）4月から8代目のイメージキャラクターとして女優の石原さとみを起用している（歴代のキャッチコピーとイメージキャラクターは「キャッチコピー」および「イメージキャラクター」の節を参照）。

### 愛称とシンボルマーク
正式名称の「東京地下鉄」および愛称の「東京メトロ」はいずれも営団末期に社内（団内）で募集したもののなかから採用された。「メトロ」という言葉は（イギリスやアメリカ合衆国を除く）世界各地で「地下鉄」の意味として用いられているが、これは1863年にイギリスの首都ロンドンで世界初の地下鉄を開業させたメトロポリタン鉄道に由来する。東京地下鉄では、前身の営団時代から地下鉄路線網を「メトロネットワーク」と呼び路線図に記載していたほか、駅売店の「Metro's」（メトロス）、オリジナルキャラクターでアリの「メトロン」、ドメイン名「www.tokyometro.jp」（営団時代は「www.tokyometro.go.jp」）など「メトロ」という語を多用している。また「メトロカード」というプリペイドカードや「SFメトロカード」という名称でパスネット対応カードを発行していた。「東京メトロ」は、東京地下鉄の登録商標となっている（第4609287号、第4762836号、第5154559号）。このうち、第4609287号は、もともとある個人が権利を有しており、東京地下鉄が訴訟を提起したものの敗訴し、最終的には東京地下鉄がこの個人から商標権を買い取っている。
シンボルマークは、営団時代の「S」（地下鉄の「SUBWAY」のほかにSAFETY（安全）、SECURITY（正確）、SPEEDY（迅速）、SERVICE（サービス）の「S」の意味を含む）を図案化したものから、メトロ（METRO）の「M」を図案化した「ハートM」を採用している。これは、アテネオリンピックのシンボルマーク開発も手掛けた英国のデザイン会社ウルフオリンズ社に依頼して制作されたものである。
コーポレートカラーは、シンボルマークの背景色でもある「ブライトブルー」。「東京メトロ」の背景色は「ダークブルー」とし、ブライトブルーを常にメインとしながらも両色を並べて表示する。シンボルマークと愛称を知ってもらうために、基本的に2つのボックスと2つの色を常に並べて表示し、これをコミュニケーションマークと制定した。

## 歴史

東京の地下鉄、すなわち東京地下鉄と都営地下鉄の路線網の変遷。ただし、JR・私鉄など他の鉄道は2008年時点のもので固定。右下の数字は西暦年。

東京の地下鉄の歴史は、1927年（昭和2年）に東京地下鉄道株式会社が、早川徳次により浅草駅 - 上野駅間（現在の銀座線の一部）を開業したことによって始まった。その後、新橋駅までの延伸と1938年（昭和13年）に部分開業した東京高速鉄道の新橋駅 - 渋谷駅間との1939年（昭和14年）の相互直通運転開始を経て、日中戦争下の政府による交通事業の統制（陸上交通事業調整法）によって東京市内の乗合バスと軌道は東京市へ、地下鉄両社は1941年（昭和16年）9月1日に新たに設立された帝都高速度交通営団に引き継がれた。
営団とは戦争遂行のための統制管理目的の組織である。帝都高速度交通営団は住宅営団、食糧営団などとともにその営団の一つであり、その運営は帝都高速度交通営団法に規定されている。日本は日中戦争から太平洋戦争へ突入して敗北。終戦後、GHQの指令によって、他のほとんどの営団は解体されたが、帝都高速度交通営団はその運営が戦争目的ではないと認められ存続された。このため、新線建設の資金調達に関しては財政投融資が活用され、公団に近い形で運営が行われてきた。また公共企業体ながら日本民営鉄道協会（民鉄協）に加盟した。
戦後は、日本国有鉄道（国鉄分割民営化以降は日本国有鉄道清算事業団、のちに日本政府）と東京都が出資する特殊法人という位置付けにあったが、1986年（昭和61年）6月10日の臨時行政改革推進審議会の答申で、営団地下鉄民営化の基本方針が打ち出された。その後も1995年（平成7年）2月24日と2001年（平成13年）12月19日の閣議決定を経て、2002年（平成14年）12月18日に東京地下鉄株式会社法が公布され、2004年（平成16年）4月1日に東京地下鉄株式会社となった。
1995年（平成7年）3月20日、オウム真理教による無差別テロ事件である地下鉄サリン事件が発生した。当日は営団地下鉄全線で一時運休、中でも化学兵器にも使われる致死性有毒物質サリンを散布された日比谷線は終日運休した。霞ケ関駅などの事件現場となった駅は、3-6日間営業を中止した。
東京地下鉄発足と同時に「お客様センター」を開設するとともに、利用客の質問に対応する「サービスマネージャー」を主要駅に配置。翌2005年12月から表参道駅を皮切りに商業施設「エチカ」の展開を始め、収益力とサービスの向上を図っている。
車内の自動放送も変更され、新たに英語による案内放送が開始された。さらに、新しい案内サインシステムの導入を進めている（詳細は「サインシステム」の節を参照）。
また、フリーペーパーにも力を入れており、外部の編集・発行分を含めて自社系列の定期刊行フリーペーパーを7誌発行して各駅の専用ラックにて配布しているほか（筆頭は広報紙『メトロニュース』。民営化に伴うリニューアルで『TOKYO METRO NEWS』。『メトロニュース』当時は現業部門の裏話なども掲載していた）、2006年秋からは、専用ラックをリニューアルさせると同時に、他社にも門戸を開放して、全部で6社18紙誌の配布を行っている。そして、発足当時よりテレビのミニ番組『東京日和』を日本テレビで放送するなど、沿線以外からも旅客誘致に努めている。
こうした営業努力を続けていたところに新型コロナウイルス感染症が流行して2020年以降は乗客数が低迷し、減便を実施している。
株式会社化後も、出資比率は交通営団時代の出資金を引き継ぎ政府53.4%と東京都46.6%となっており、長らく完全な公的資本による非公開会社となっていた。2008年（平成20年）6月14日の副都心線開業後に株式を上場する予定であったが、延期を重ね2024年（令和6年）10月23日に株式を上場し、公開会社となった。当初は完全民営化を目指していたが、2024年の上場後も国（名義上は財務大臣）と東京都は合計50%の株式を保有し続けており、東京地下鉄株式会社法の影響下となる特殊会社という形態には変化はない。政府保有株の売却益は東日本大震災の復興予算に充当され、都保有株売却益については地下鉄延伸（南北線・有楽町線）などの鉄道ネットワーク強化事業や災害対策などの都市強靱化事業の基金に充てられる予定である。
2023年に、民間企業への人事介入を行ったとして当社会長を引責退任した元国土交通省事務次官の本田勝を再び顧問として受け入れるなど、国土交通省の天下り先としての側面を未だ持つ。

### 年表

#### 前史
- 1927年（昭和2年） 東京地下鉄道が銀座線最初の区間である浅草駅 - 上野駅間を開業（12月30日）[2]。
- 1938年（昭和13年） 東京高速鉄道開業。
- 1939年（昭和14年） 銀座線全線開通、東京地下鉄道と東京高速鉄道が浅草駅 - 渋谷駅間で直通運転を開始（9月16日）[2]。
- 1941年（昭和16年） 帝都高速度交通営団が発足（7月4日）。
- 1951年（昭和26年） 丸ノ内線が着工（4月20日）[2]、新路線建設が始まる。
- 1954年（昭和29年） 丸ノ内線のうち池袋駅 - 御茶ノ水駅が開業（1月20日）[2]（戦後初の新設路線）。
- 1955年（昭和30年） ロゴマークを制定（3月1日）[2]
- 1961年（昭和36年） 日比谷線のうち、南千住駅 - 仲御徒町駅間が開業（3月28日）[2]。荻窪線が開業し、同時に旅客運賃を対キロ区間制とする（11月1日）[22]。
- 1962年（昭和37年） 荻窪線の方南町駅までの分岐線が開通（3月23日）[2]し、現在の丸ノ内線が全線開通。日比谷線が東武伊勢崎線と相互直通運転開始（5月31日）[2]。
- 1964年（昭和39年） 日比谷線が全線開業し、中目黒駅で接続する東急東横線と相互直通運転開始（8月29日）[2]。 東西線が高田馬場駅 - 九段下駅間で開業（12月23日）[2]。
- 1966年（昭和41年） 東西線が日本国有鉄道（国鉄）中央線と相互直通運転開始（10月1日）[2]。
- 1969年（昭和44年） 東西線全線開通、営団地下鉄として初めて千葉県へ路線を延ばす。国鉄総武線と相互直通運転開始。千代田線開業（12月20日）。営団で5番目の路線開業となった。
- 1970年（昭和45年） 路線カラー（ラインカラー）を導入。
- 1971年（昭和46年） 千代田線が国鉄常磐線と相互直通運転開始、千葉県へ乗り入れるとともに6000系電車の運転開始。
- 1972年（昭和47年） 荻窪線の名称を廃止し、丸ノ内線に統一。
- 1974年（昭和49年） マナーポスター開始。第1号は森昌子と原ひさ子を起用した「少年老イ易ク楽成リ難シ」（9月）。有楽町線開業（10月30日）。
- 1975年（昭和50年） 営団全路線の先頭車両にシルバーシートを導入。
- 1978年（昭和53年） 千代田線全線開通。小田急小田原線と相互直通運転開始。半蔵門線開業（8月1日）。当時は路線距離が短いため営団は車両を所有せず、東急の車両で新玉川線・田園都市線から直通運転。営団が建設し1977年4月7日に東急新玉川線の駅として開業していた半蔵門線渋谷駅の管理を乗り入れ先の東急から移管。
- 1981年（昭和56年） 半蔵門線で8000系電車運転開始。
- 1982年（昭和57年） 千代田線が国鉄常磐線の乗り入れ区間を延長、茨城県の取手駅まで乗り入れる。
- 1983年（昭和58年） 有楽町線が西武有楽町線への直通運転開始。
- 1984年（昭和59年） 銀座線で01系電車運転開始。
- 1987年（昭和62年） 国鉄分割民営化により東西線と千代田線の直通先は東日本旅客鉄道（JR東日本）になる。有楽町線が営団地下鉄として初めて埼玉県へ路線を延伸、東武東上線との相互直通運転開始。東西線でも8000系電車運転開始。
- 1988年（昭和63年） 有楽町線全線開通。日比谷線で03系電車、丸ノ内線で02系電車、東西線で05系電車運転開始。メトロカードを発売。
- 1991年（平成3年） 南北線開業（11月29日）、平成初の地下鉄路線として開業。9000系電車運転開始。NSメトロカードを発売。
- 1993年（平成5年） 千代田線で06系電車、有楽町線で07系電車運転開始。銀座線の2000形電車を全廃。
- 1994年（平成6年） 有楽町線新線開業、平成に入り2番目の路線開業となる。日比谷線の3000系電車を全廃。
- 1995年（平成7年） 地下鉄サリン事件により全路線が午前中の運転を休止。駅係員2名が殉職。また、丸ノ内・日比谷・千代田の各線は1週間近く運転を休止。自動改札機の全駅への導入が完了。
- 1996年（平成8年） 東西線が東葉高速線と相互直通運転開始。丸ノ内線の500形電車を全廃。営団全車両で冷房化達成。SFメトロカードを発売。シルバーシートを全車両に拡大。
- 1998年（平成10年） 有楽町線が西武池袋線と相互直通運転開始（3月26日）[2]。
- 1999年（平成11年） シルバーシートを優先席に変更。
- 2000年（平成12年） 東西線で新05系電車運転開始。南北線が全線開通し、東急目黒線と相互直通運転開始。パスネットを導入。
- 2001年（平成13年） 南北線が埼玉高速鉄道線と相互直通運転開始（3月28日）[2]。
- 2002年（平成14年） 千代田線が小田急多摩線と相互直通運転開始。
- 2003年（平成15年） 半蔵門線が全線開通し、それに伴い東武伊勢崎線・日光線と相互直通運転開始（3月19日）[2]。営団最後の車両系列となった08系電車運転開始。

#### 東京地下鉄発足後
- 2004年（平成16年） 帝都高速度交通営団が民営化されて東京地下鉄が発足。愛称は「東京メトロ」。同時に1990年5月31日認定の相模鉄道以来14年振りの大手私鉄（16社目）となる。また、東京地下鉄発足直前より、テレビCMを開始。
- 2006年（平成18年） 有楽町線で、東京地下鉄発足後最初の車両系列となる10000系電車運転開始。営団時代からの特徴であった160円区間・190円区間専用の券売機を廃止。
- 2007年（平成19年） 東西線の5000系電車を全廃[23]。PASMOを導入、同時にSuica相互利用開始[23]。あわせて提携カード「Tokyo Metro To Me Card」を発行。半蔵門線渋谷駅の管理を乗り入れ先の東急に移管。早期地震警報システムを運用開始[24]（10月1日）。
- 2008年（平成20年） パスネットの発売終了。千代田線で小田急ロマンスカーの乗り入れによる日本初の地下鉄での有料特急運行開始（3月15日）。副都心線が全線開業し、副都心線が東武東上線・西武有楽町線・西武池袋線との相互直通運転を開始（6月14日）。
- 2010年（平成22年） 東西線で15000系、千代田線で16000系電車運転開始。
- 2011年（平成23年） 東北地方太平洋沖地震（東日本大震災）が発生し、各地で帰宅困難者が続出し、乗客が滞留する。帰宅困難者を救済して乗客滞留を解消するため、翌日にかけて終夜運転を行う（3月11日）。東日本大震災による電力危機で東京電力が輪番停電（計画停電）を実施。これに伴い、各線で節電ダイヤが適用され、同年9月10日まで減便もしくは直通運転の中止などの処置がなされる（3月13日）。スマートフォンアプリ「東京メトロアプリ」公開（5月30日）[25][注釈 6]。
- 2012年（平成24年） 銀座線で1000系電車運転開始（4月11日）。
- 2013年（平成25年） 副都心線が東急東横線・みなとみらい線と相互直通運転開始、同時に日比谷線と東急東横線との相互直通運転を廃止（3月16日）。IC乗車カード全国相互利用開始で、Kitaca、manaca、TOICA、ICOCA、PiTaPa、nimoca、はやかけん、SUGOCAが利用開始になる[注釈 7]（3月23日）。
- 2014年（平成26年） ラインカラーの変更が決定。路線図や駅のサインなどへの変更は2015年から2016年にかけて実施される。
- 2016年（平成28年） 千代田線、JR常磐線、小田急線における3社直通運転がJR・小田急の車両でも開始（3月26日）。銀座線を皮切りに車内無料Wi-Fiサービスの提供開始（12月1日）[27]
- 2017年（平成29年） 日比谷線で20m級片側4ドア7両編成の13000系電車の本格営業運転を開始（3月25日）。03系置き換え完了後に各駅に順次ホームドア設置予定[28]。
- 2018年（平成30年） 利便性向上のため、水天宮前駅 - 人形町駅、築地駅 - 新富町駅の連絡業務（乗換駅）を設定（3月17日）[29]。
- 2019年（令和元年） 日本電信電話 (NTT) と鉄道保守や混雑緩和で協業を発表（7月29日）[30]。
- 2020年（令和2年） スマートフォン用充電器の有料貸し出しを開始（2月6日）[31]。新型コロナウイルス感染症の流行を受けて、車両の抗ウイルス・抗菌加工を開始（7月2日から）[32]。大都市型MaaS「my! 東京MaaS」の取り組みの一環としてスマートフォンアプリ「東京メトロmy!アプリ」を公開（8月27日）[33]。2020年度設備投資の当初計画1690億円から1400億円への減額を発表（9月30日）[34]。
- 2021年（令和3年） 新型コロナウイルス感染防止策などとして、「東京メトロmy!アプリ」で、丸ノ内線（一部除く）と銀座線の「号車ごとのリアルタイム混雑状況」の配信開始（7月14日）[35]。
- 2022年（令和4年） 駅のゴミ箱を全面撤去[36]（1月17日）。ホームドアを2025年度までに全線に設置するなどの設備投資計画と、その原資として2021年創設の鉄道駅バリアフリー料金制度に基づき運賃に10円上乗せ（2023年実施予定）を発表（4月25日）[37]。NTT BPとの契約満了に伴い車両内での無料Wi-Fiサービスを一部終了。訪日外国人用の「TRAVEL JAPAN Wi-Fi」と、有料の「Wi2 300」と駅構内でのサービスは継続（6月30日）[38]。
- 2023年（令和5年） 南北線と副都心線が東急東横線・東急目黒線経由で東急新横浜線および相鉄線と相互直通運転開始（3月18日）。
- 2024年（令和6年） 東京証券取引所プライム市場に上場（10月23日）[1]。
- 2025年（令和7年） 駅の自動改札機でクレジットカードのタッチ機能、QRコードを活用した乗車サービスの実証実験を東京メトロ24時間券を対象に開始（3月22日）[39]。駅員や乗務員の身だしなみ規定を緩和（5月1日から）[40]。

## 路線

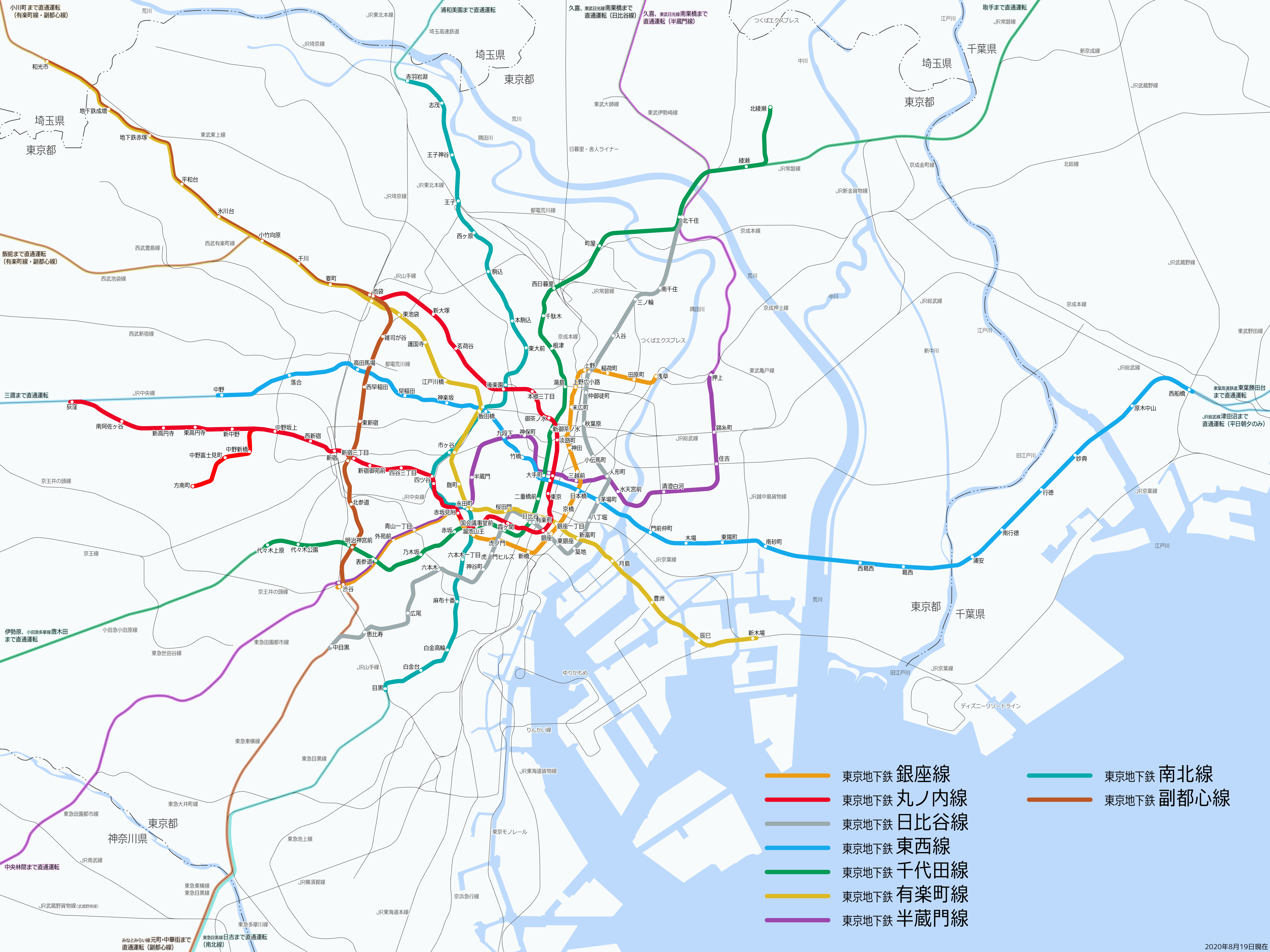
東京地下鉄の路線図

路線名・区間は、東京メトロのウェブサイトにおける2025年現在の「営業状況」に基づく。
| 色         | 記号 | 路線番号 | 路線名   | 区間                                   | キロ程  | 軌間   | 電気方式 |
| ---------- | ---- | -------- | -------- | -------------------------------------- | ------- | ------ | -------- |
| シルバー   | H    | 2号線    | 日比谷線 | H22 北千住駅 - H01 中目黒駅            | 20.3 km | 狭軌   | 架空線   |
| オレンジ   | G    | 3号線    | 銀座線   | G19 浅草駅 - G01 渋谷駅                | 14.2 km | 標準軌 | 第三軌条 |
| レッド     | M    | 4号線    | 丸ノ内線 | 本線：M25 池袋駅 - M01 荻窪駅          | 24.2 km | 標準軌 | 第三軌条 |
| レッド     | Mb   | 4号線    | 丸ノ内線 | 分岐線：M06 中野坂上駅 - Mb03 方南町駅 | 3.2 km  | 標準軌 | 第三軌条 |
| スカイ     | T    | 5号線    | 東西線   | T01 中野駅 - T23 西船橋駅              | 30.8 km | 狭軌   | 架空線   |
| エメラルド | N    | 7号線    | 南北線   | N01 目黒駅 - N19 赤羽岩淵駅            | 21.3 km | 狭軌   | 架空線   |
| ゴールド   | Y    | 8号線    | 有楽町線 | Y01 和光市駅 - Y24 新木場駅（後注）    | 28.3 km | 狭軌   | 架空線   |
| グリーン   | C    | 9号線    | 千代田線 | C20 北綾瀬駅 - C01 代々木上原駅        | 24.0 km | 狭軌   | 架空線   |
| パープル   | Z    | 11号線   | 半蔵門線 | Z01 渋谷駅 - Z14 押上駅                | 16.8 km | 狭軌   | 架空線   |
| ブラウン   | F    | 13号線   | 副都心線 | F06 小竹向原駅 - F16 渋谷駅（後注）    | 11.9 km | 狭軌   | 架空線   |

- 路線番号は、都市交通審議会が1968年（昭和43年）4月10日に運輸大臣に提出した都市交通審議会答申第10号で示めされた路線名を現在まで踏襲したものである。この答申では建設および運営事業者は規定しておらず、この答申に沿って営団を初め他事業者（東京都交通局、東京急行電鉄）が免許申請を行ったため、上表の路線番号に記載のない番号（1・6・10・12号線）がある。また番号はこの答申の1つ前の答申である都市交通審議会答申第6号（1962年〈昭和37年〉6月8日提出）における番号とは異なった番号を振っており、答申6号から答申10号では、千代田線が8号線から9号線へ、有楽町線が10号線から8号線へ、都営新宿線が9号線から10号線へ変更されている。
- 千代田線の北綾瀬駅 - 綾瀬駅間は、一部資料では支線の扱いとなっているが、旅客案内上は一体の路線となっており上記「営業状況」や『鉄道要覧』でも同様の扱いである。
- 和光市駅 - 小竹向原駅間は、上記「営業状況」や『鉄道要覧』では有楽町線に属しているが、東京圏鉄道網整備計画などでは13号線（副都心線）の一部となっている。旅客案内上は両路線の共用区間とされており、駅ナンバリングも有楽町線・副都心線それぞれに割り当てられている。
- 副都心線の小竹向原駅 - 池袋駅間は、開業当初は有楽町線の複々線（有楽町線新線）扱いとなっており、副都心線として池袋駅以南が開業した際に同線に編入された。

銀座線と丸ノ内線は標準軌（軌間1,435 mm）・第三軌条方式（直流600 V）、それ以外の路線は他社線との相互乗り入れを行う必要性などから狭軌（軌間1,067 mm）・架空電車線方式（直流1,500 V）による電気鉄道となっている。また、車両の大きさも銀座線が小型車（16 m級）、丸ノ内線が中型車（18 m級）、その他の線区が大型車（20 m級）と、建設時期や乗り入れ先事業者の要望から線区ごとに異なっている。
多くの鉄道路線では基本的に東京から郊外へ向かう方向を「下り」、その逆方向を「上り」としているが、東京都心部を貫通する東京地下鉄では上り・下りはそぐわないことから、届出上の起点駅から終点駅に向かう方向を「A線」、その逆方向を「B線」と呼称している。その「A線」「B線」の呼称は一般の旅客には馴染みはないものの、基本的に駅のホームの乗り場番号（番線）の若い方がA線となっており、例えば銀座線の場合は渋谷方面が1番線、浅草方面が2番線となっているので渋谷方面がA線、浅草方面がB線となる。ただし、一部例外もあり、半蔵門線は渋谷駅 - 青山一丁目駅間で並走する銀座線との整合をとるため、ホームの乗り場番号（番線）の若い方がB線となっている。駅の自動放送ではA線が女声、B線が男声となっている。また、列車番号では上下で奇数偶数の区別をしていないため、直通のない銀座・丸ノ内線を除いて「A○○XXS」「B○○XXK」（○○はその列車の始発「時」、XXは運用番号、末尾のアルファベットは車両の所属元の符号）のように頭にA・Bが付く。なお、東京地下鉄では最初に開通した区間に近い方の終端駅を起点駅としており、例えば銀座線の場合は浅草駅 - 上野駅間が最初に開通し、そこから渋谷方面へと伸びていったので浅草駅が起点駅となる。これにも例外があり、南北線は駒込駅 - 赤羽岩淵駅間が最初に開通したものの、目黒駅が起点駅となっている。
2004年（平成16年）の発足時に導入された駅番号（駅ナンバリング）は、基本的に西・南から東・北方面に向かって振られており、路線によっては起点ではなく終点側の駅が「01」である場合もある。上表では左側の駅が起点である。
2018年（平成30年）12月時点で、東京都に23ある特別区のうち、東京メトロの路線もしくは駅（他社管理駅含む）が存在しない区は大田区・世田谷区・葛飾区である。ただし、これら3区にも他社線への乗り入れの形で東京メトロの車両が乗り入れている。

### 新線整備
今後の新線開業については、当初の営団の目標である「地下鉄網の整備」に目途が立ち、民営化を目指すために東京地下鉄が設立されたという経緯を勘案し、副都心線以降は行わない方針であったが、2017年（平成29年）に就任した第3代社長の山村明義は「今後新線建設に対する協力を求められる場合には、東京地下鉄の都市鉄道ネットワークの一部を構成する事業者としての立場から、当社の経営に悪影響を及ぼさない範囲内において行う」という方針であるとも語っており、新線建設の再開を示唆していた。
2021年（令和3年）、交通政策審議会による「東京圏における今後の地下鉄ネットワークのあり方等について」（第371号答申） において、東京8号線延伸（豊洲駅 - 住吉駅）、および都心部・品川地下鉄構想（品川駅 - 白金高輪駅）について、従来東京メトロには適用されていなかった地下高速鉄道整備事業費補助や鉄道建設・運輸施設整備支援機構による都市鉄道融資の活用を前提として、事業主体の役割を求めるのが適当とした。
これを受けて、東京メトロは2022年（令和4年）1月28日、有楽町線延伸（豊洲駅 - 住吉駅間4.8 km）、および南北線延伸（品川駅 - 白金高輪駅2.5 km）の鉄道事業許可を国土交通大臣に申請し、同年3月28日に許可を受けた。2024年（令和6年）11月5日から工事に着手している。

### 直通運転区間
東京メトロでは、銀座線・丸ノ内線を除く7路線で他社線との相互直通運転を行っている。ここではその概要のみ示す。詳細は各路線の記事を参照のこと。
東京メトロの所有車両は、東武鉄道（日比谷線・有楽町線・半蔵門線・副都心線）、東急電鉄（半蔵門線・南北線・副都心線）、横浜高速鉄道（副都心線）、西武鉄道（有楽町線・副都心線）、埼玉高速鉄道（南北線）、JR東日本（東西線・千代田線）、小田急電鉄（千代田線）、東葉高速鉄道（東西線）と相互乗り入れを行っており、神奈川県、埼玉県、千葉県、茨城県までの広範囲で運転されている。ただし、茨城県内の乗り入れ駅は取手駅のみであり、乗り入れも平日の通勤時間帯に限定される。また、南北線・副都心線は相模鉄道とも相互乗り入れを行っているが、東京メトロの所有車両は相模鉄道へ乗り入れていない。 
以下の【】内の駅名は通常のダイヤにおける最長直通運転区間（臨時列車、有料特急列車を除く）で、一部時間帯のみしか直通運転を行わない区間もある。[ ]内の英字は当該社所属車両に割り当てられる運用番号の末尾の記号（列車記号）で、この英字によって所属を区別する。なお、東京メトロの所有車両の識別符号はメトロを示す「M」ではなく、営団時代から引き続き「S」が使われている。各鉄道会社の所属車両の表示は東武と東葉高速が「T」、東急・横浜高速・JR東日本は「K」、小田急は「E」、相鉄は「G」、西武と埼玉高速は「M」である。
- 東武日光線・伊勢崎線（東武スカイツリーライン） 【南栗橋駅】[T] - 日比谷線
  - 2013年（平成25年）3月15日までは東急東横線 菊名駅まで相互直通運転を行っていたが、3社直通運転は行われなかった。
  - これとは別にTHライナーが東武伊勢崎線 久喜駅まで運行されている。
- JR中央線（各駅停車）【三鷹駅】[K] - 東西線 - 東葉高速鉄道東葉高速線【東葉勝田台駅】[T]、JR総武線（各駅停車）【津田沼駅】[K]
  - 3社直通運転は東京メトロの車両のみで運用される（JRの車両が東葉高速線へ、あるいはその逆の運用はない。なお、JR東日本 - 東西線 - JR東日本の運用はJR・東京メトロ両社の車両で行われている）。
- JR常磐線（各駅停車）【取手駅】[K] - 千代田線 - 小田急多摩線【唐木田駅】・ 小田急小田原線【伊勢原駅】[E]
  - 3社直通運転は営団時代の開始時から、長らく東京メトロの車両に限り行われていたが、2016年（平成28年）3月26日ダイヤ改正からJR東日本・小田急の車両でも開始された[47]。なお、綾瀬駅 - 北綾瀬駅にはJR東日本・小田急の車両も乗り入れるが、北綾瀬駅発着の常磐線直通列車は他社車両も含め設定されていない。
  - 多摩線直通運用は2022年（令和4年）3月12日のダイヤ改正で一旦終了となったが、2025年（令和7年）3月15日のダイヤ改正で復活している。
  - これとは別に特急ロマンスカーが北千住駅から小田急小田原線経由で江ノ島線 片瀬江ノ島駅、小田急箱根鉄道線 箱根湯本駅まで運行されている。
- 東武東上線【森林公園駅】[T]、西武池袋線・西武有楽町線【飯能駅】[M] - 有楽町線
- 東武東上線【小川町駅】[T]、西武池袋線・西武有楽町線【飯能駅】[M] - 副都心線 - 東急東横線[K] - 横浜高速鉄道みなとみらい線【元町・中華街駅】[K]
- 東武東上線【小川町駅】[T] - 副都心線 - 東急東横線・東急新横浜線[K] - 相鉄新横浜線・本線【海老名駅】・いずみ野線【湘南台駅】[G]
  - 6社直通運転は東急の車両のみで行われる（東武・西武・東京メトロ・横浜高速鉄道の車両が相鉄へ、相鉄の車両が東武・西武・横浜高速鉄道へ乗り入れる運用はない）。
  - 臨時列車として西武狭山線 西武球場前駅発着も運行される。詳細は西武有楽町線#西武ドームへの観客輸送を参照。
  - このほか土休日に有料座席指定列車S-TRAINが西武秩父線 西武秩父駅 - 横浜高速鉄道みなとみらい線元町・中華街駅間で運行されている。
  - 西武の車両の東武への直通運転、あるいはその逆は行われないが、西武への直通運転区間ではない小竹向原駅 - 和光市駅間に西武の車両が乗り入れる運用はある。
  - 東急および横浜高速鉄道、相模鉄道の車両の有楽町線への乗り入れは通常ダイヤでは行われない。
  - 東急新横浜線およびそれと接続する相模鉄道各線への乗り入れについては、2023年3月18日より開始した。ただし、西武鉄道は相模鉄道各線への直通運転は行っていない。
- 東急田園都市線【中央林間駅】[K] - 半蔵門線 - 東武伊勢崎線【久喜駅】・日光線【南栗橋駅】[T]
  - 各社車両による3社直通運転が行われている。
- 相鉄いずみ野線【湘南台駅】・本線【海老名駅】・相鉄新横浜線[G] - 東急新横浜線・目黒線[K] - 南北線 - 埼玉高速鉄道線【浦和美園駅】[M]
  - 4社直通運転は東急・相鉄の車両のみで行われる（東京メトロ・埼玉高速鉄道の車両が相鉄へ乗り入れる運用はない）。
  - 南北線は都営三田線（東京都交通局）と線路を共用している区間（目黒駅 - 白金高輪駅間）があるが、これは直通運転扱いではなく、また都営地下鉄の車両が南北線・埼玉高速鉄道へ、あるいはその逆の運用はない。
  - 東急新横浜線およびそれと接続する相模鉄道各線への乗り入れについては、2023年3月18日より開始した。ただし、南北線から相模鉄道各線への乗り入れは全日朝夕時間帯のみ実施であり、日中時間帯は南北線からは東急新横浜線までの乗り入れで、相模鉄道各線への乗り入れは実施していない。

### ラインカラー
路線カラー（ラインカラー）を初めて導入したのは営団時代の1970年7月。当時開業していた銀座線、丸ノ内線、日比谷線、東西線、千代田線の5路線と、都営の浅草線、三田線の2路線を走る車両の色などを基準に、営団地下鉄（現・東京メトロ）と東京都で路線カラーを決めた。また、この時点で計画中だった有楽町線と半蔵門線、南北線、都営新宿線についても、この5路線と同時に路線カラーを決定した。副都心線は1985年に追加で決めた。カラーは2014年に変更が決定され、微妙に変えられた。2016年にかけて路線図や駅のサインへの変更実施がされている。
各路線のRGBカラーコードとカラーの由来は以下の通り（色の名称は当時の説明で使われていた名称で記載。カラーコードは2014年の変更前→変更後。変更後のカラーコードは東京メトロオープンデータ開発者サイトのガイドラインによる）。
- 銀座線/オレンジ (#f39700  → #ff9500 )：ベルリン地下鉄の車体色 [51]
- 丸ノ内線/赤 (#e60012  → #f62e36 )：英国のタバコの包装の色 [51]
- 日比谷線/グレー (#9caeb7  → #b5b5ac )：ステンレス車体の銀色からグレーに変更 [51]
- 東西線/水色 (#00a7db  → #009bbf )：ステンレス車を使用した日比谷線との区別のために追加されたハイライト (たばこ)の帯 [49]
- 千代田線/緑 (#009944  → #00bb85 )： 直通（予定）先の常磐緩行線のラインカラーから [49]
- 有楽町線/金色 (#d7c447  → #c1a470 )：オフィス街のイメージ[51]
- 半蔵門線/薄紫 (#9b7cb6  → #8f76d6 )：ほかと重ならない目立つ色 [51]
- 南北線/エメラルドグリーン (#00ada9  → #00ac9b )：沿線の日本庭園 [51]
- 副都心線/茶 (#bb641d  → #9c5e31 )：ほかと重ならない目立つ色 [51]

## 歴代社長・会長
| 代 | 氏名     | 任期                          | 備考 |
| -- | -------- | ----------------------------- | ---- |
| 1  | 梅﨑壽   | 2004年4月1日 - 2011年6月28日  |      |
| 2  | 奥義光   | 2011年6月29日 - 2017年6月28日 |      |
| 3  | 山村明義 | 2017年6月29日 - 2025年6月25日 |      |
| 4  | 小坂彰洋 | 2025年6月26日 -               |      |

| 代 | 氏名       | 任期            | 備考                                                 |
| -- | ---------- | --------------- | ---------------------------------------------------- |
| 1  | 濱中昭一郎 | 2004年 - 2007年 |                                                      |
| 2  | 吉田二郎   | 2007年 - 2011年 |                                                      |
| 3  | 安富正文   | 2015年 - 2019年 |                                                      |
| 4  | 本田勝     | 2019年 - 2023年 |                                                      |
| 5  | 川澄俊文   | 2023年 - 2025年 | 川澄の退任以降会長職は次期会長が決定するまでの間空席 |

## 車両
営団地下鉄時代からその時代毎の最新技術を取り込んだ車両を設計・開発し、東京地下鉄移管後もその方針を受け継いでいる。但し、台車については2000年の日比谷線での脱線事故以降、輪重が極端に不均衡になった状態で曲線通過時に車輪のせり上がり現象による脱線が起こりやすいことを考え、東京地下鉄発足後の新規開発車両および一部増備車は全て輪重調整や管理の容易なボルスタ付台車を採用している。
なお、5000系ステンレス車の運用終了以降、自社車両は全てアルミ製となっている。また、2018年（平成30年）10月に03系の電機子チョッパ制御車が廃車となり、営業車両は全てVVVFインバータ制御に統一された。
営団地下鉄時代の1990年代以降、自社で運用を終えた車両を国内外の鉄道事業者に譲渡を進めるケースが多い。特筆すべき点として、一部の譲渡車両を譲渡先から買い戻しており、これらは技術伝承の一環として教材として使用するほか、イベントで公開も行われている。
以下の車両は、2004年の東京地下鉄発足後に運用された、または導入される予定のものである。営団地下鉄時代に運用を終了した過去の車両については「帝都高速度交通営団#車両」を参照。
銀座線
- 01系（2017年に運用終了）
- 1000系

丸ノ内線
- 02系（方南町分岐線用の80番台は2022年に運用終了、0番台は2024年に運用終了）
- 2000系

日比谷線
- 03系（2020年に運用終了）
- 13000系

東西線
- 5000系（2007年に運用終了）
- 05系
- 07系（新造配置は全車有楽町線）
- 15000系

千代田線
- 5000系（北綾瀬支線用。2014年に運用終了）
- 6000系（2018年に運用終了）
- 05系（北綾瀬支線用）
- 06系（2015年に運用終了）
- 16000系

有楽町線・副都心線
- 7000系（2022年に運用終了）
- 07系（副都心線開業前の2007年に有楽町線での運用終了）
- 10000系
- 17000系

半蔵門線
- 8000系
- 08系
- 18000系

南北線
- 9000系

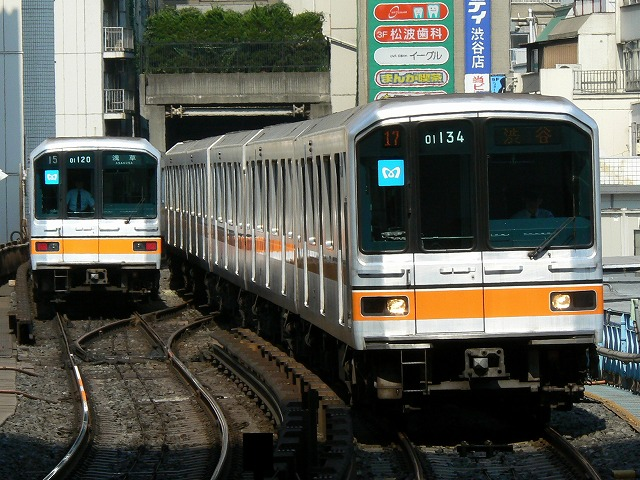
銀座線 01系
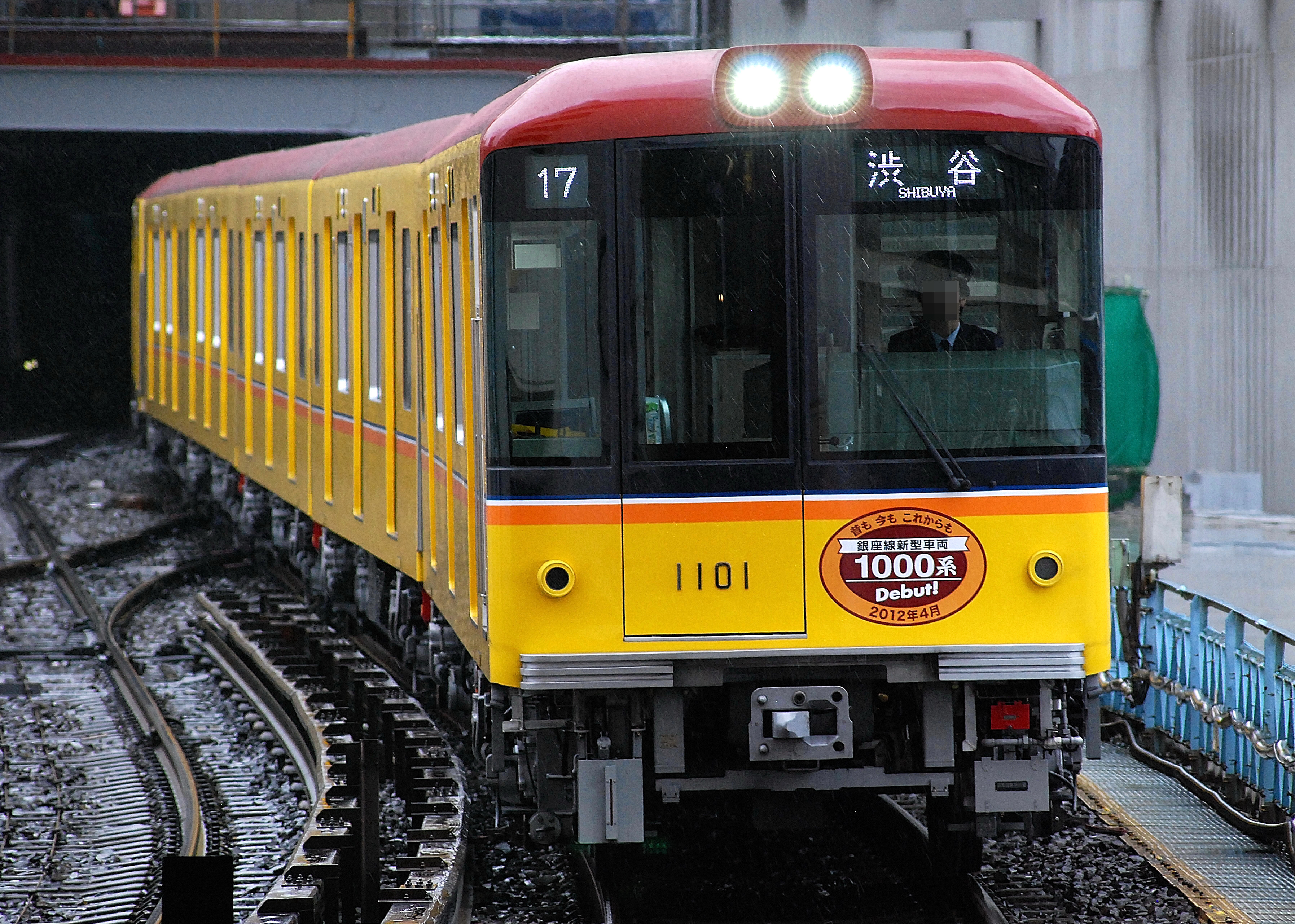
銀座線 1000系
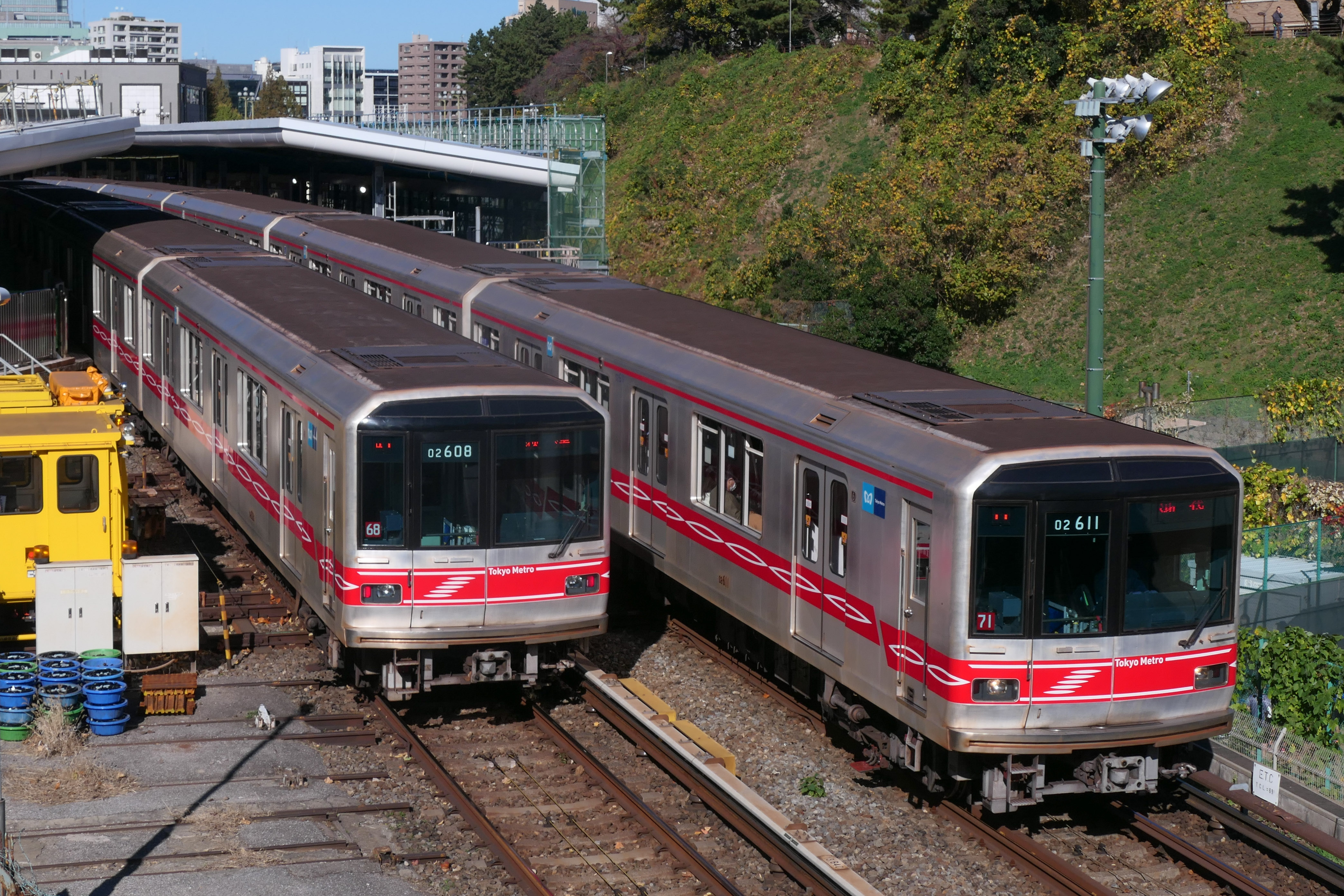
丸ノ内線 02系
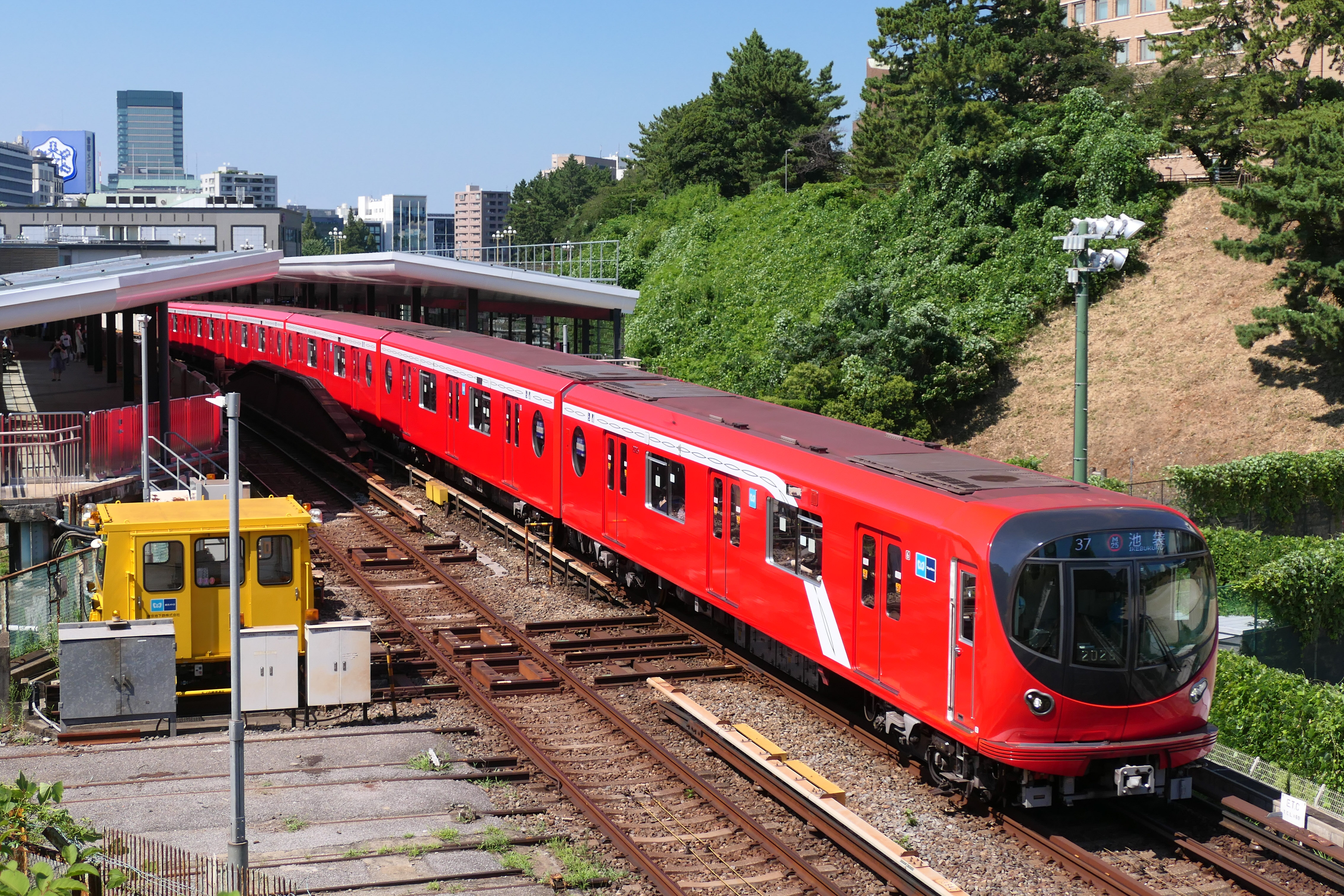
丸ノ内線 2000系
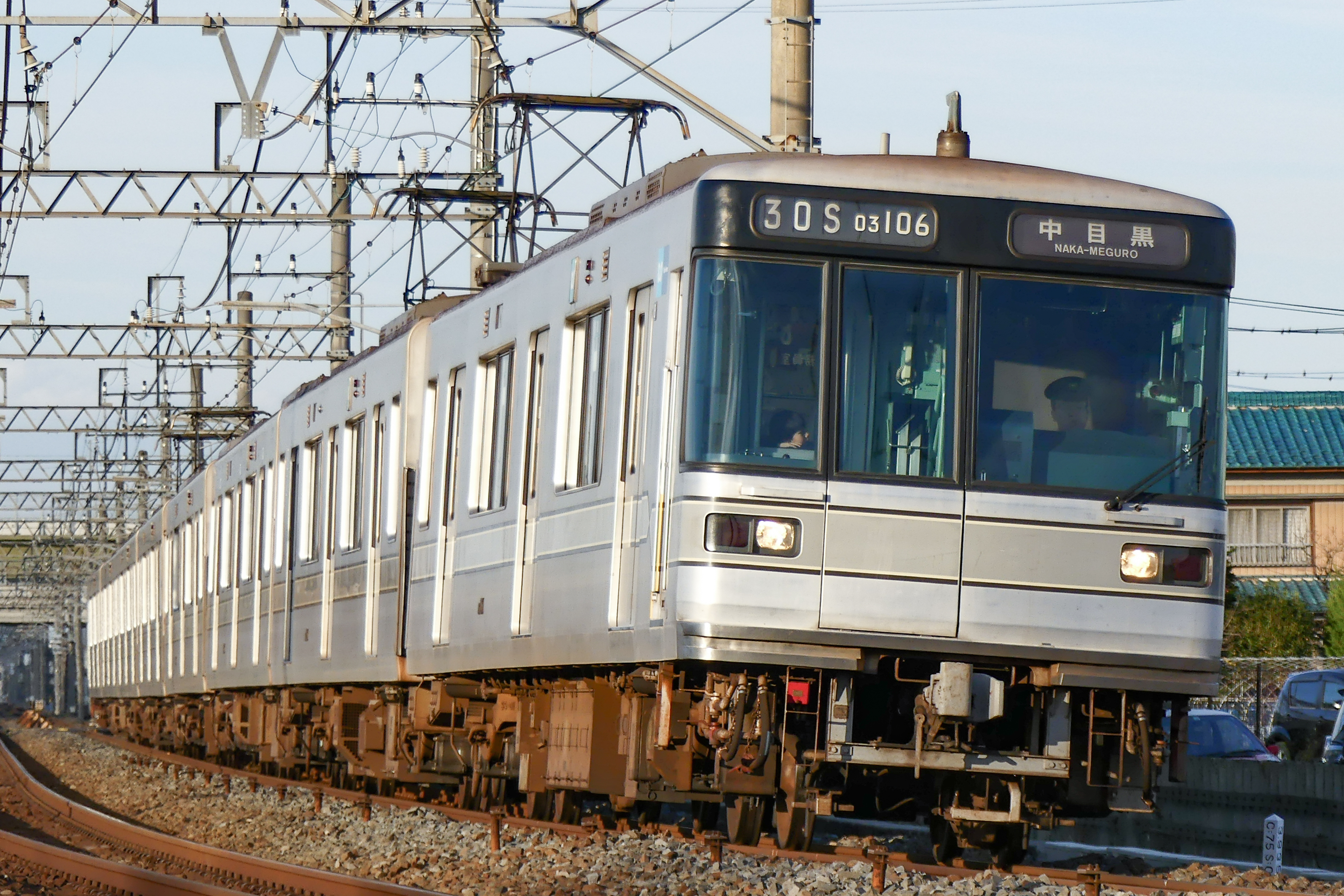
日比谷線 03系
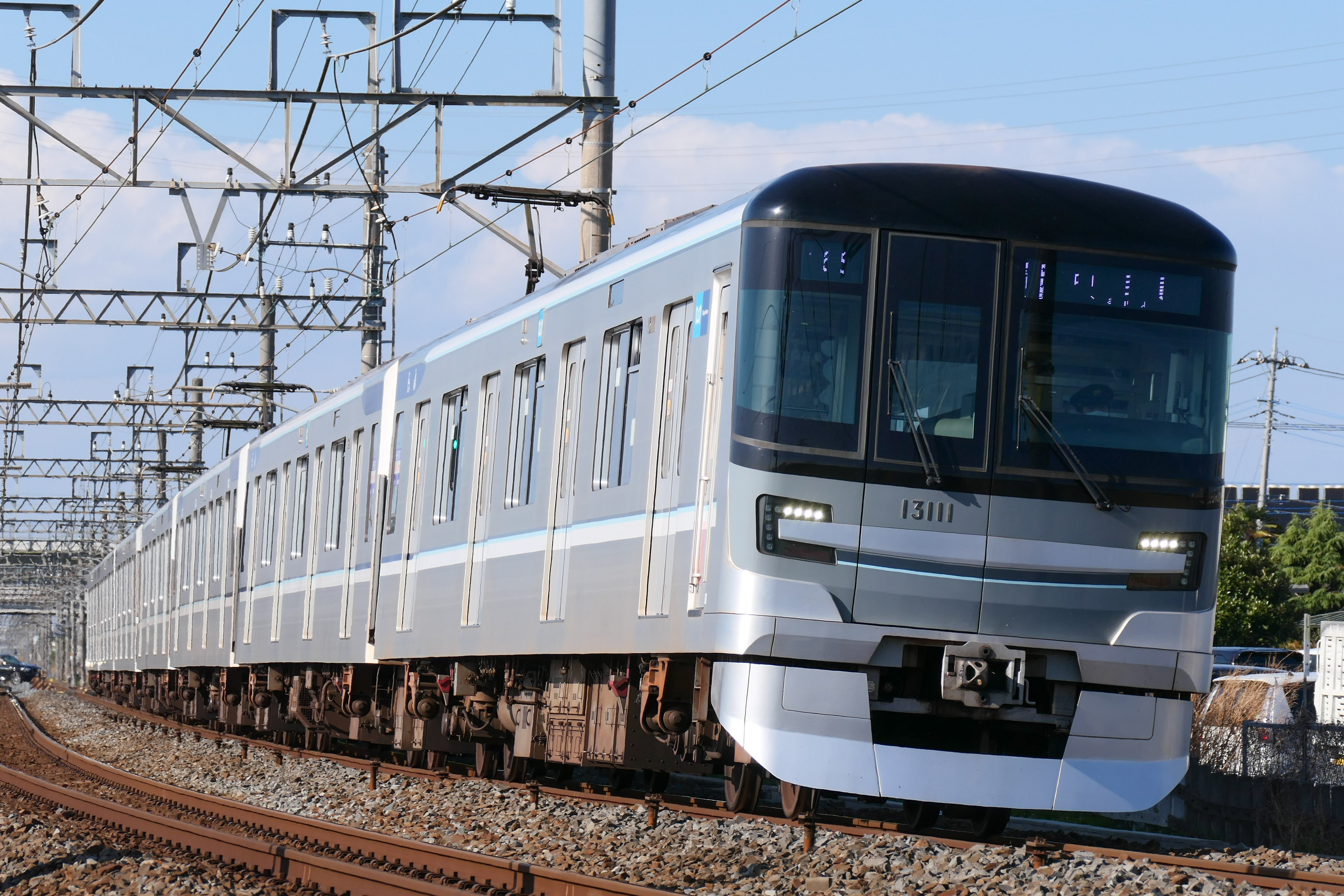
日比谷線 13000系
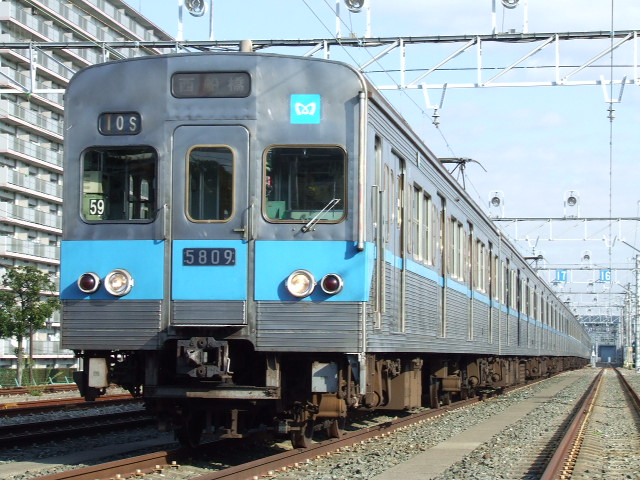
東西線 5000系
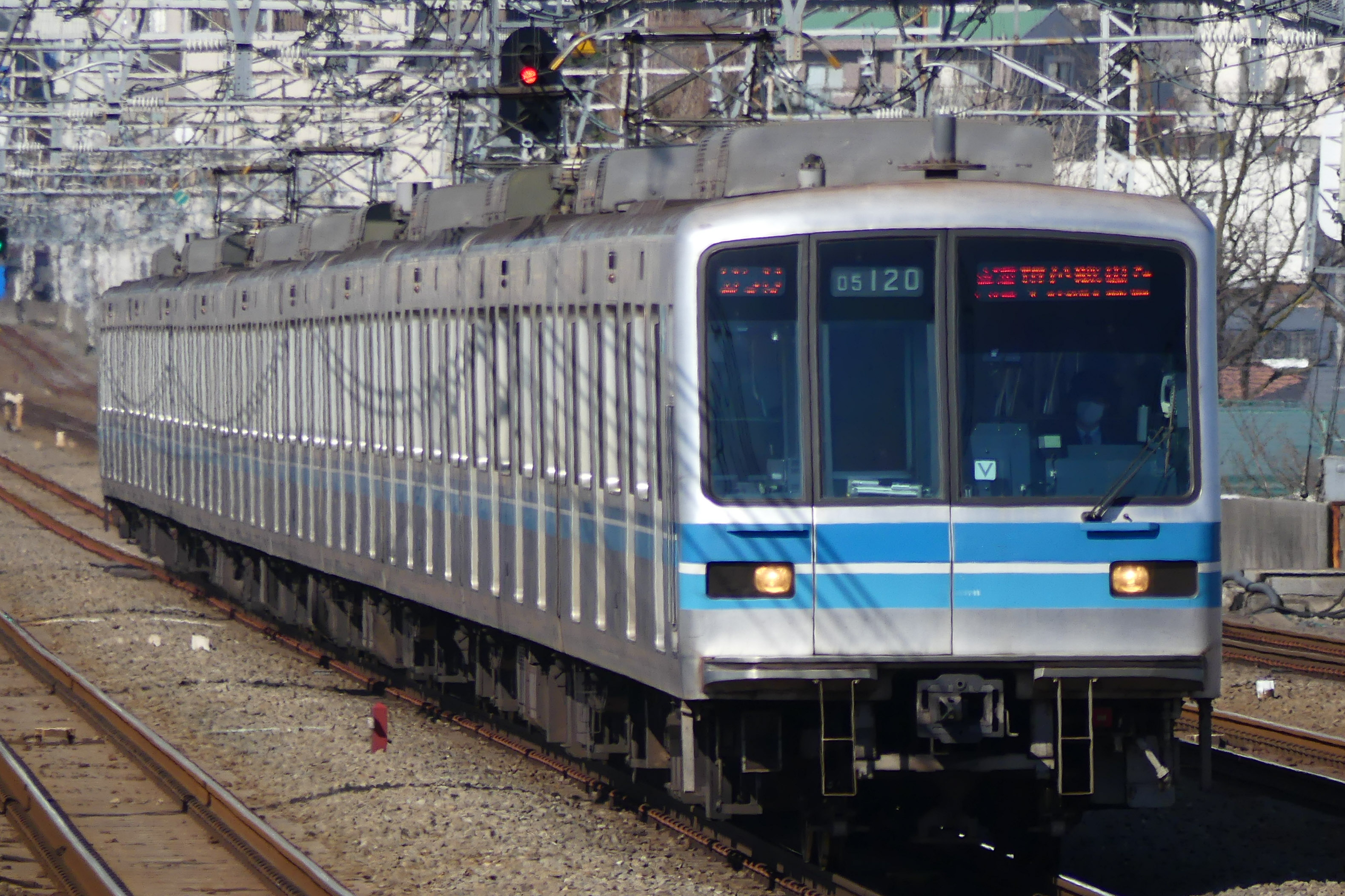
東西線 05系
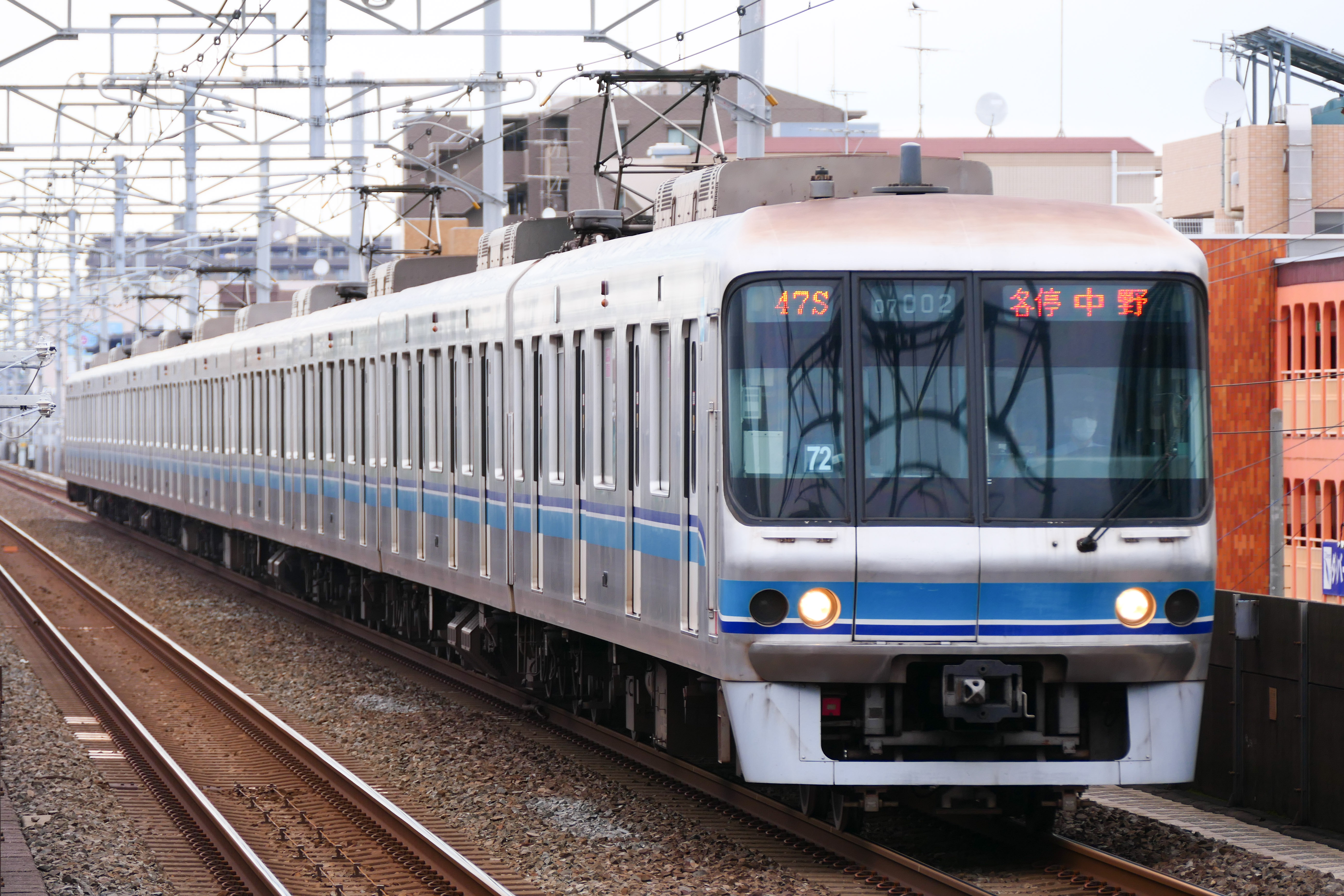
東西線（元有楽町線）07系
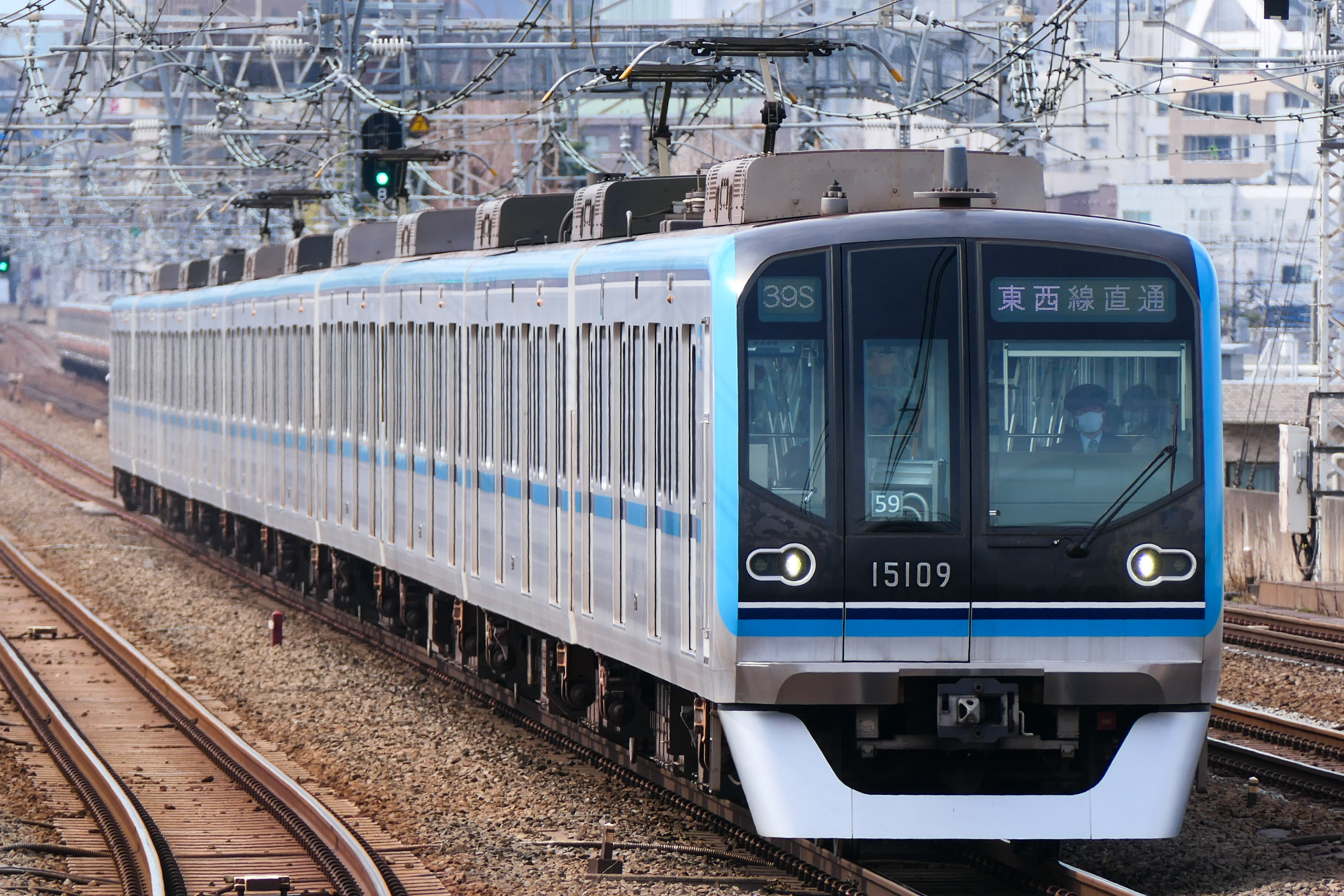
東西線 15000系
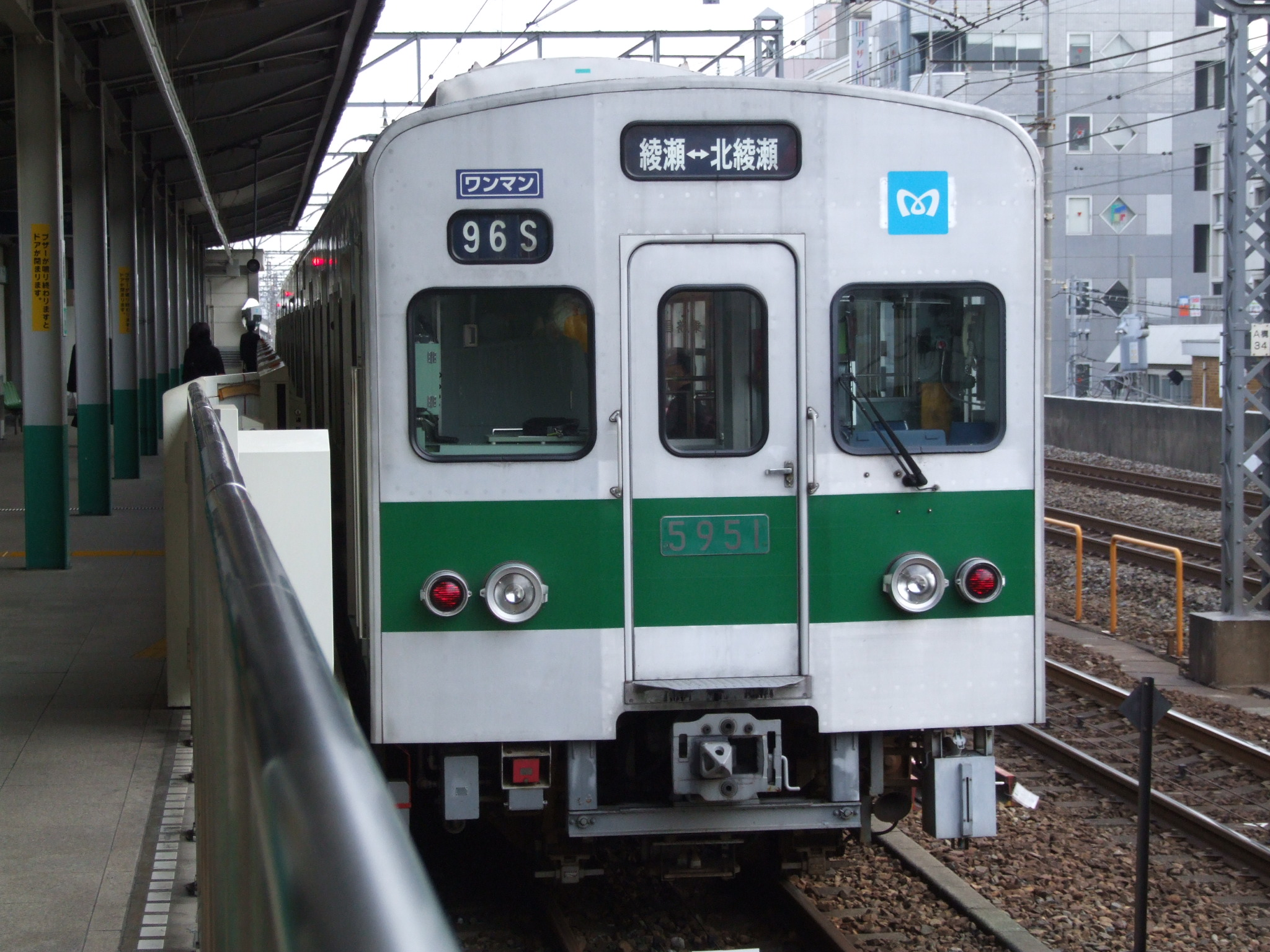
千代田線 5000系
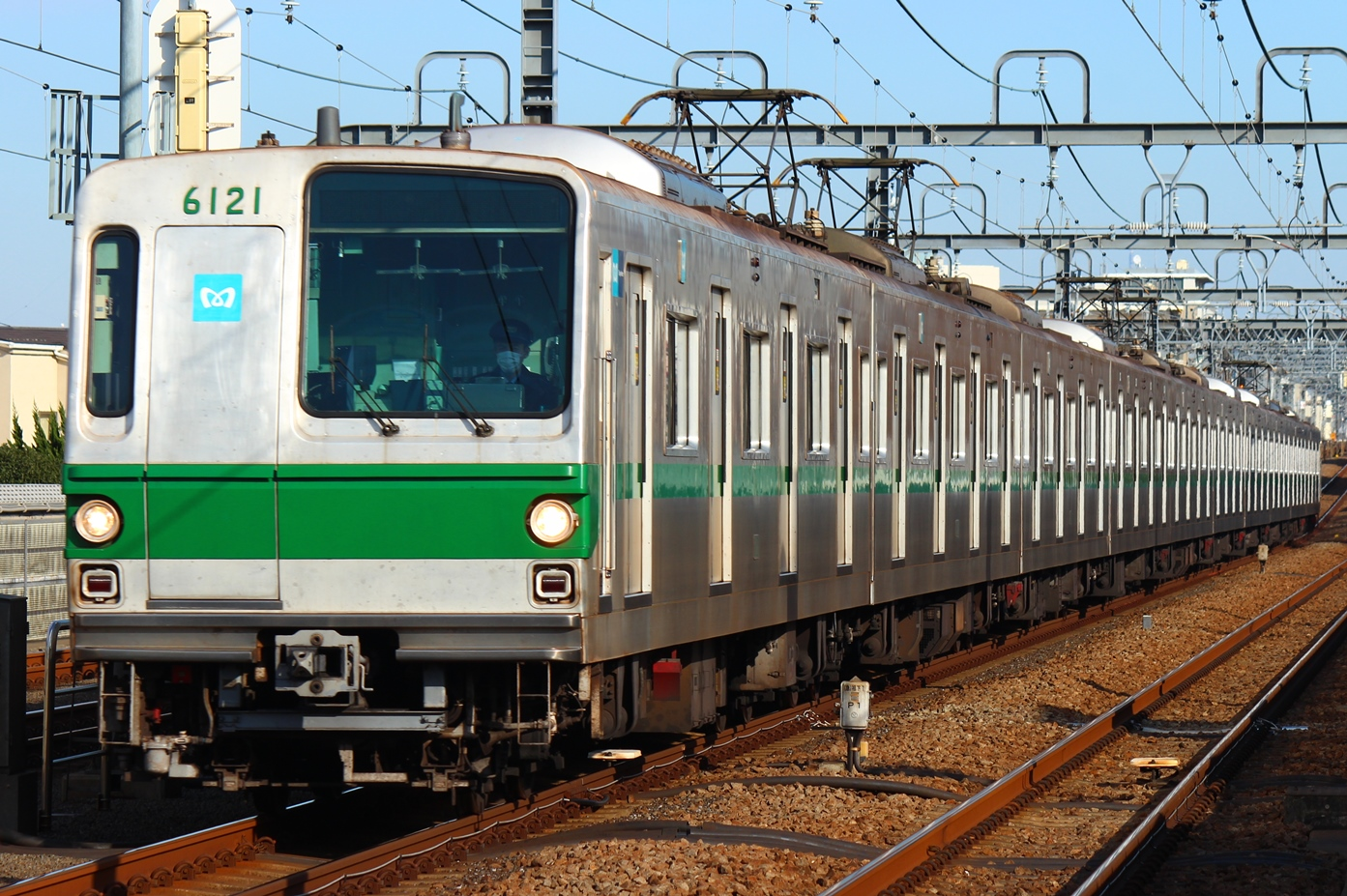
千代田線 6000系
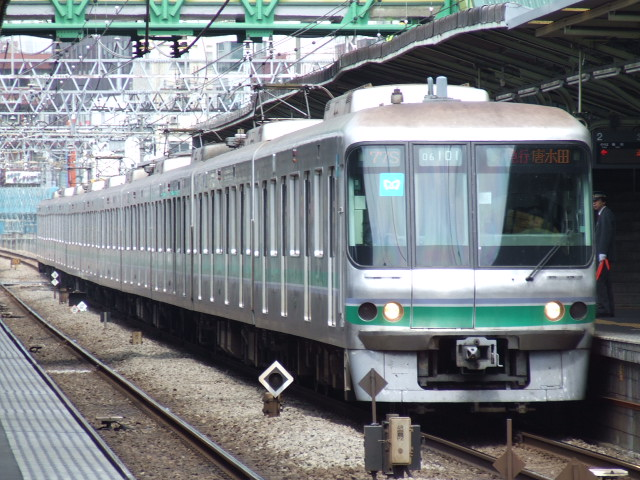
千代田線 06系
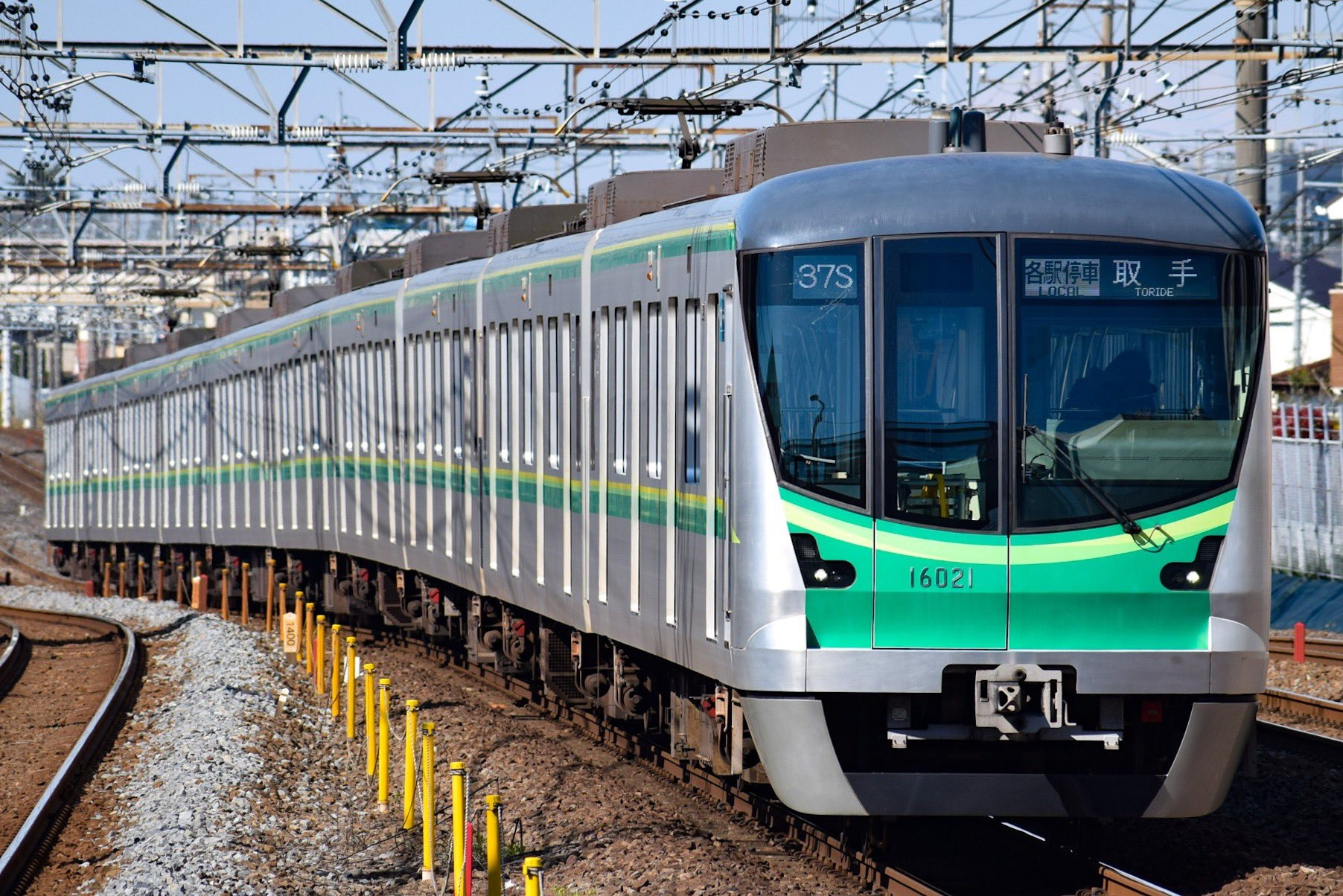
千代田線 16000系
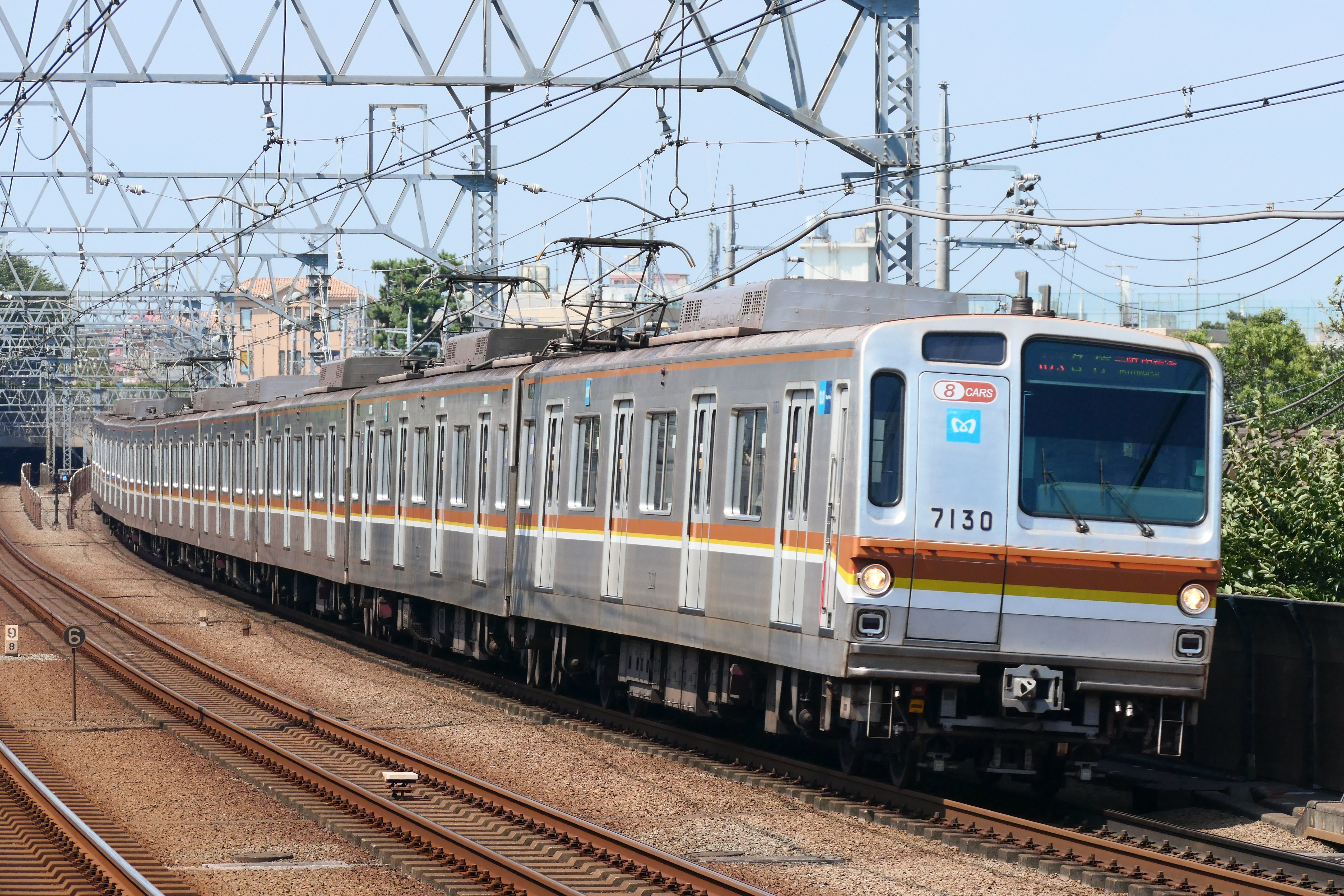
有楽町線・副都心線 7000系
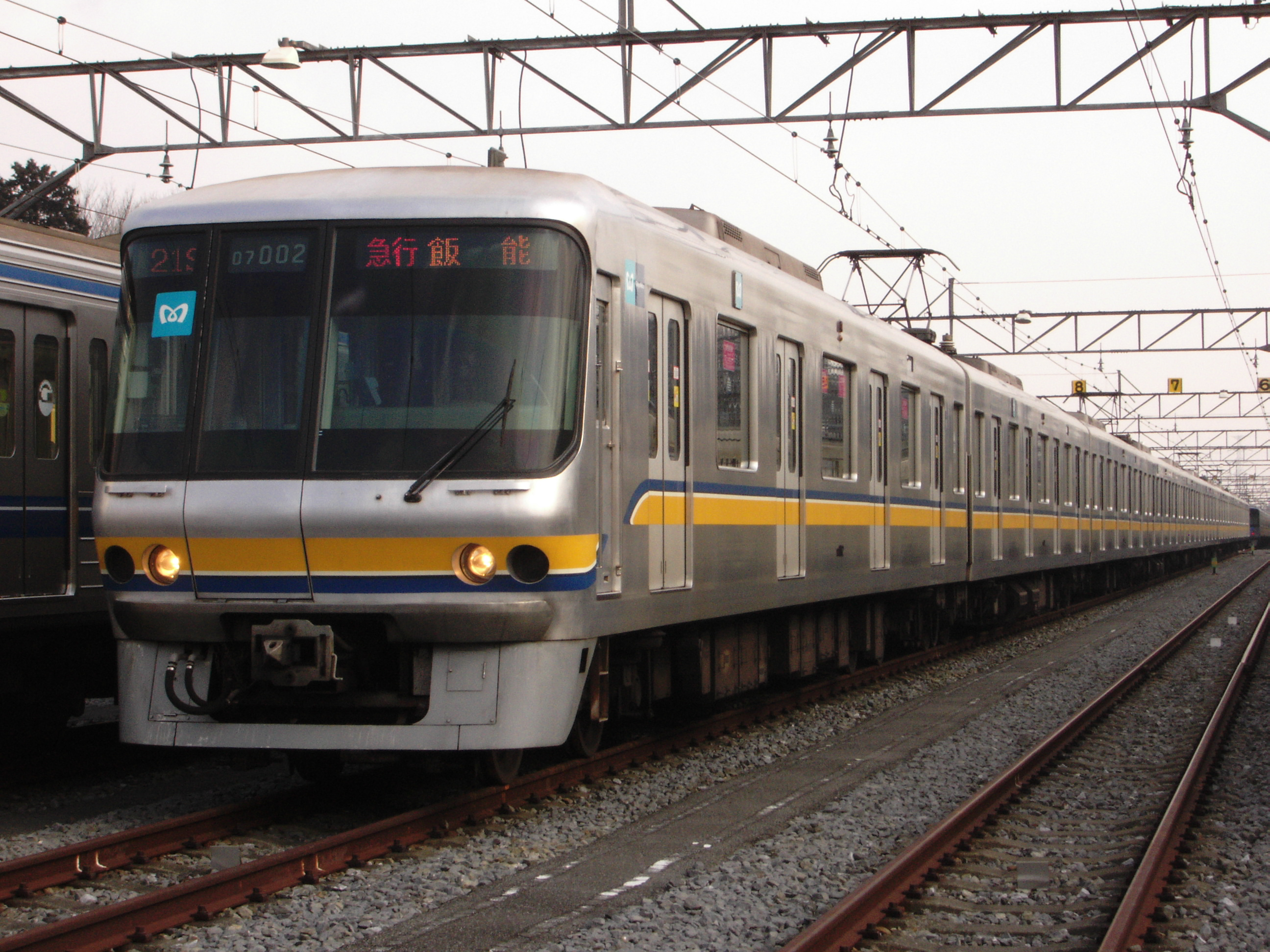
有楽町線 07系
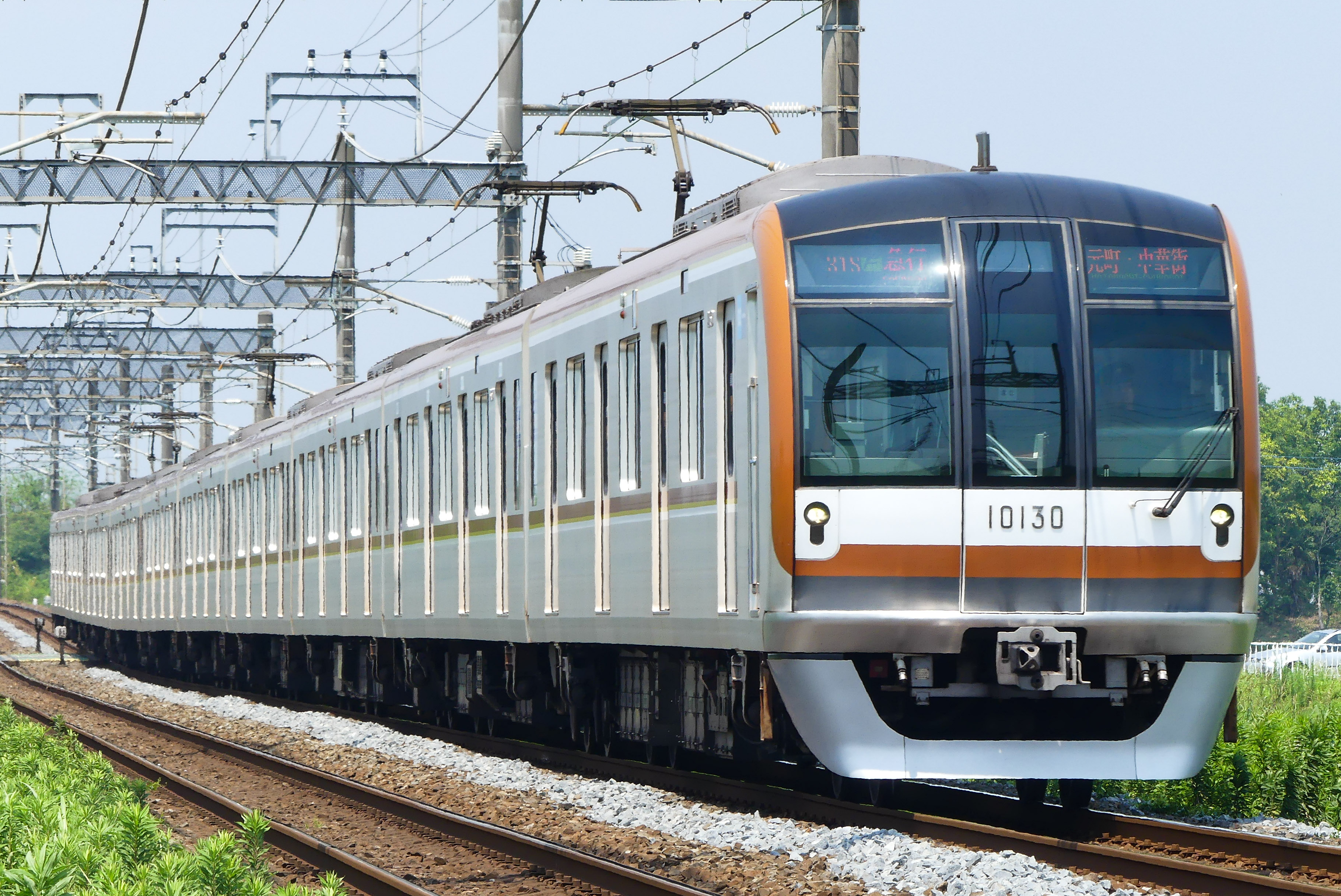
有楽町線・副都心線 10000系
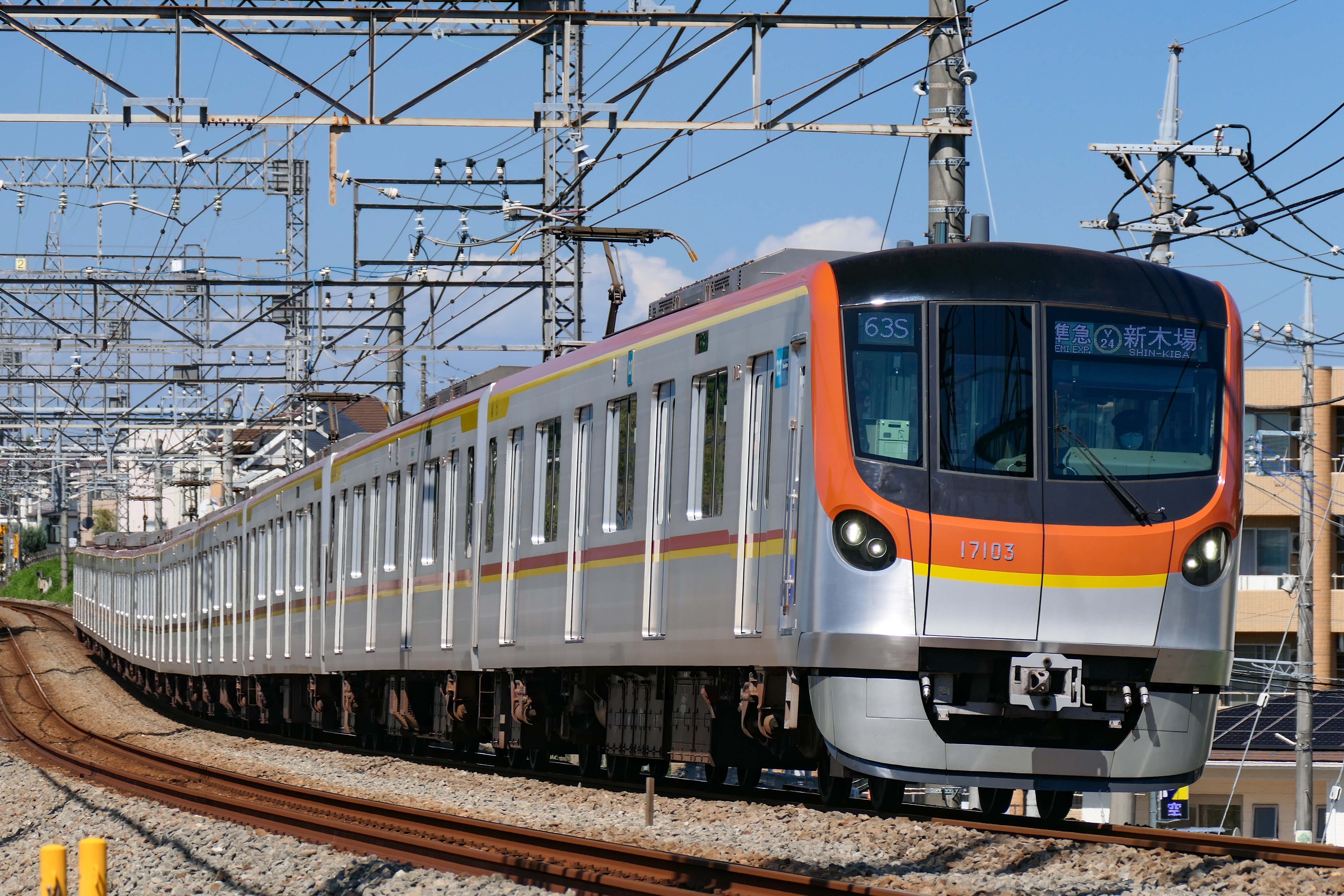
有楽町線・副都心線 17000系
半蔵門線 8000系
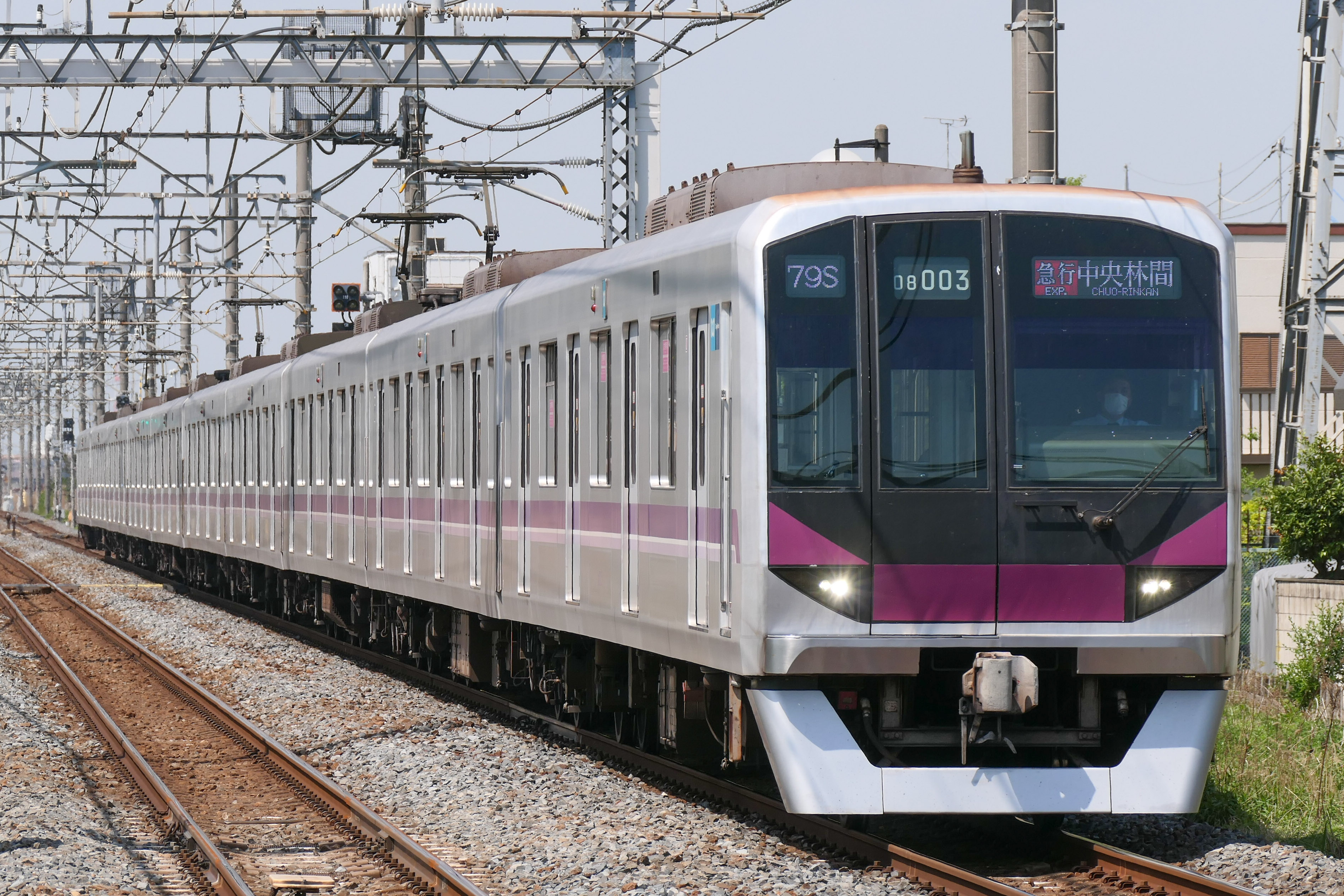
半蔵門線 08系
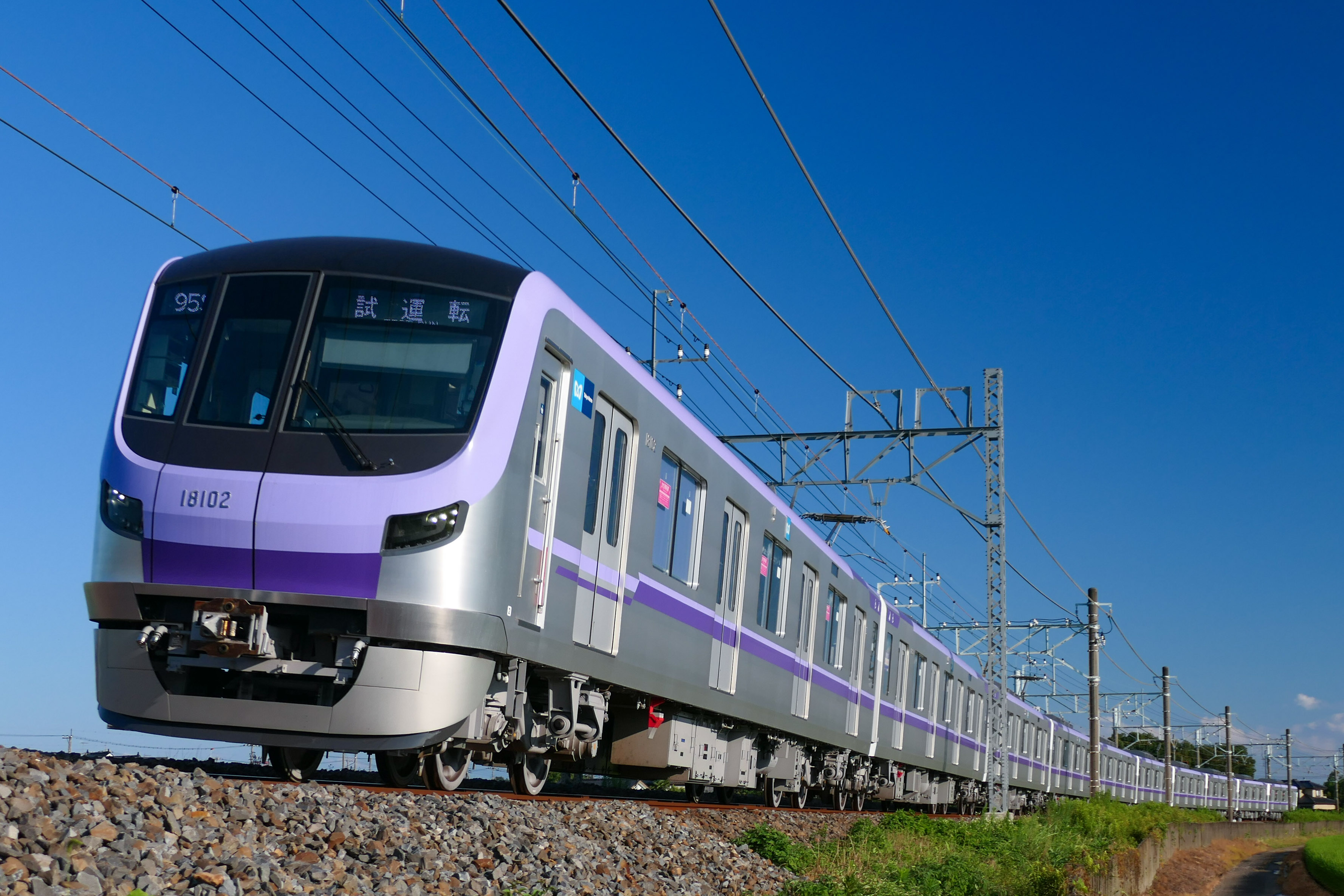
半蔵門線 18000系
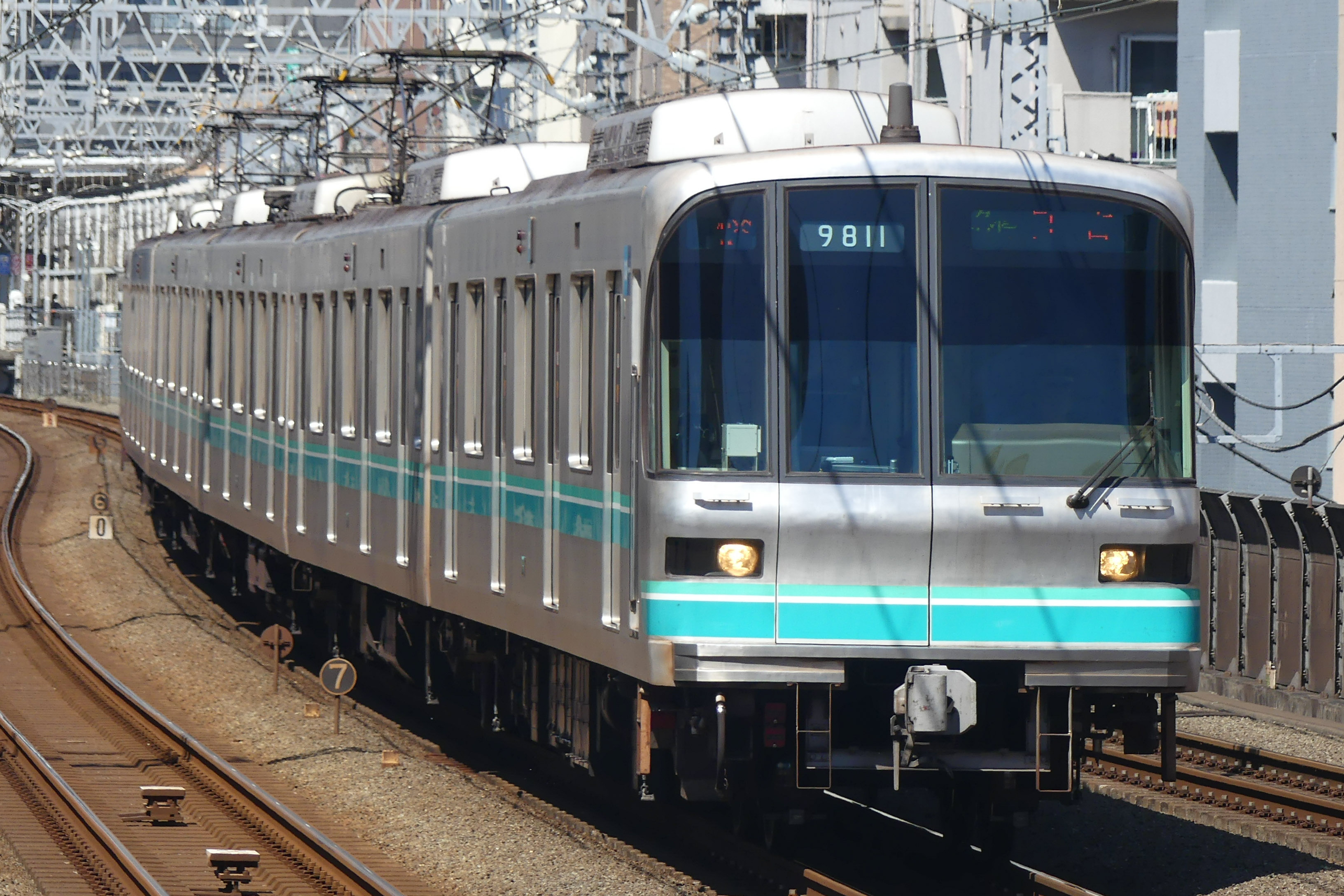
南北線 9000系（1〜4次車）
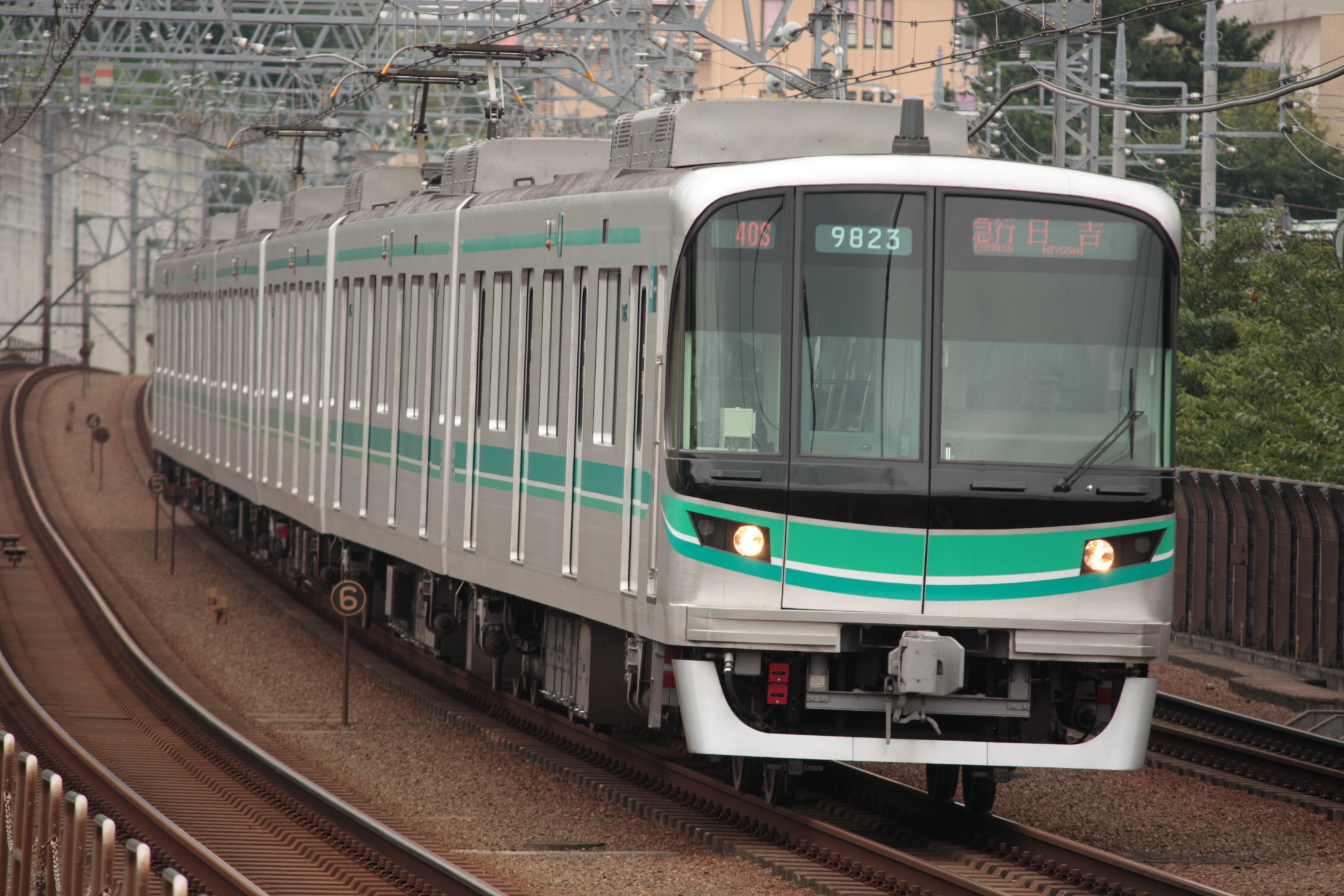
南北線 9000系（5次車）

### 東京地下鉄向け車両を製造したメーカー
以下は営団時代も含む。
- 東急車輛製造（現・総合車両製作所横浜事業所）
- 汽車製造
- 日本車輌製造 - 南北線用9000系5次車、銀座線用1000系全車、丸ノ内線用2000系32編成[60]の製造を担当。
- 近畿車輛 - 日比谷線用13000系全車[注釈 11]、副都心線・有楽町線用17000系8両編成、丸ノ内線用2000系の製造を担当。
- 帝國車輛工業
- 川崎重工業車両カンパニー - 千代田線16000系1・2・5次車の製造を担当。
- 日立製作所笠戸事業所 - 東西線用05系13次車・15000系全車、有楽町線・副都心線用10000系全車、千代田線用16000系3・4次車、副都心線・有楽町線用17000系10両編成、半蔵門線用18000系の製造を担当。
- 富士重工業（現・SUBARU）

東京メトロ発足後の新系列車両の製造メーカーについては競争入札となっており、入札結果により落札したメーカーが製造を担当している。当初は日立製作所のみだったが、南北線用9000系5次車を日本車輌製造で製造して以降は、一部系列を除いて、系列毎に特定の車両メーカー1社に一括発注する傾向にある。

## 運賃
大人普通旅客運賃（小児半額・ICカードの場合は1円未満の端数切り捨て、切符利用の場合は10円未満の端数切り上げ）。鉄道駅バリアフリー料金制度による料金10円の加算を含む。2023年（令和5年）3月18日改定。
| キロ程     | 運賃（円） | 運賃（円） |
| キロ程     | ICカード   | 切符利用   |
| ---------- | ---------- | ---------- |
| 初乗り6 km | 178        | 180        |
| 7 – 11 km  | 209        | 210        |
| 12 – 19 km | 252        | 260        |
| 20 – 27 km | 293        | 300        |
| 28 – 40 km | 324        | 330        |

- 以下の区間を相互発着または通過する場合、営業キロにかかわらず、次の運賃計算キロ程に基づき運賃を計算する（東京地下鉄旅客営業規程第13条）。括弧内が運賃計算上経由したとみなされる路線および区間（営業キロと運賃計算キロが同一となる路線および区間）。この区間では、どの経路の定期券も使用できる（2・3路線の区間は、事実上、線路別複々線・三複線のような扱い）。ただし、綾瀬駅 - 北千住駅間は、正式には東京地下鉄の単独籍の区間であるが、東日本旅客鉄道の区間として運賃計算することもでき、事実上2つの鉄道事業者の共用区間であるとみなされる。いずれの場合も東日本旅客鉄道が規定した駅間距離2.5 kmとみなして計算する。溜池山王駅 - 虎ノ門駅間は銀座線の単独区間であるが、実際の営業キロは0.8 kmである。
  - 千代田線 綾瀬駅 - 北千住駅 2.5 km（JR常磐線）
  - 千代田線 日比谷駅 - 霞ケ関駅 1.2 km（日比谷線）
  - 千代田線 霞ケ関駅 - 国会議事堂前駅 0.7 km（丸ノ内線）
  - 半蔵門線 青山一丁目駅 - 永田町駅 1.3 km（銀座線 青山一丁目駅 - 赤坂見附駅）
  - 副都心線 小竹向原駅 - 千川駅 1.0 km（有楽町線）
  - 副都心線 要町駅 - 池袋駅 1.2 km（有楽町線）
  - 銀座線 溜池山王駅 - 虎ノ門駅 0.6 km
  - 銀座線 赤坂見附駅 - 溜池山王駅、南北線 永田町駅 - 溜池山王駅 0.9 km（丸ノ内線 赤坂見附駅 - 国会議事堂前駅）
  - 南北線 四ツ谷駅 - 永田町駅 1.3 km（丸ノ内線 四ツ谷駅 - 赤坂見附駅）
  - 銀座線 渋谷駅 - 表参道駅 1.3 km（半蔵門線）
- 以下の区間はいずれの経路も営業キロが等しく、運賃計算キロも等しい（目黒駅 - 白金高輪駅間を除き、事実上、線路別複々線のような扱い）。この区間においても、任意の経路で定期券を使用できる。
  - 青山一丁目駅 - 表参道駅 1.4 km（銀座線（外苑前駅停車、両駅間とも0.7 km）・半蔵門線）
  - 市ケ谷駅 - 飯田橋駅 1.1 km（有楽町線・南北線）
  - 目黒駅 - 白金台駅 - 白金高輪駅 1.3 km・1.0 km（南北線・都営三田線）
- 以下の区間では、日比谷線（日比谷駅）経由の定期券で丸ノ内線にも乗車できる（その逆は不可）。
  - 銀座駅 - 霞ケ関駅 1.6 km（両駅から日比谷駅間はそれぞれ0.4 km・1.2 km、丸ノ内線経由は1.0 km）
- 運賃は原則的に実際の乗車区間のキロ数に基づいて算出するが（東京地下鉄旅客営業規程第43条）、普通旅客運賃は実際の乗車区間にかかわらず、乗車区間の最短経路のキロ数に基づいて算出する（同45条・82条）。ただし、途中で東京メトロ線同士の改札外乗換をする場合、乗車駅から改札外乗換をする駅までの運賃が目的地までの運賃よりも高いときは、乗車駅からその改札外乗換をする駅までの運賃が必要である（同83条）。また、東京メトロの路線同士を改札を出て乗り換える場合は、きっぷ・ICカードともに60分以内に乗り換えなければ運賃は通算されない（60分を超えると運賃計算がそこで打ち切られ、その駅からまた新たな乗車として運賃が必要となる）[65]。
  - 例：新宿御苑前駅 - 東銀座駅間は丸ノ内線・日比谷線利用として、銀座駅乗り換えで6.2 km、霞ケ関駅乗り換えで6.8 kmであるが、普通旅客運賃は6.0 km 以下の178円（切符は180円）となる。これは、赤坂見附駅 - 銀座駅間の最短経路が有楽町線永田町駅 - 有楽町駅間と日比谷線日比谷駅 - 銀座駅間となり、新宿御苑前駅 - 東銀座駅間が5.9 kmで計算されるからである。
  - 例：護国寺駅 - 御茶ノ水駅間は、護国寺駅から池袋駅乗り換えで御茶ノ水駅へ向かう場合は178円であるが、御茶ノ水駅から池袋駅乗り換えで護国寺駅へ向かう場合は209円となる。これは、入場駅から改札外乗り換えを行う池袋駅までの運賃によって差が生じるためである[注釈 13]。なお、御茶ノ水駅 - 護国寺駅間の最短ルートは、後楽園駅・飯田橋駅経由の5.9kmである。
- 都営地下鉄との乗り継ぎには割引がある。東京地下鉄全駅と都営地下鉄全駅が対象で、最も安い経路の運賃から70円値引き。PASMO・Suica使用時も対象となる[注釈 14]。
- 千代田線綾瀬駅 - 北千住駅間（営業キロ：2.6 km、運賃計算キロ：2.5 km）の相互発着は146円（切符は150円）の特定運賃。また、前後のJR常磐線にまたがる場合は、同区間をJR線 (2.5 km) として取り扱う。この区間はJR常磐線と運賃計算上の二重戸籍区間となっており、東京地下鉄で唯一JRの乗車券が使用できる。また、この区間ではPASMOのサービス開始前、ICカード全国相互利用サービス開始前から、SuicaおよびSuicaと相互利用可能なICカード乗車券も使用できた。
- 南北線目黒駅 - 白金高輪駅間のみの乗車の場合は、線路・ホームを都営三田線と共有しているため、都営地下鉄の乗車券でも乗車することができる。同区間のみの利用の場合、普通運賃は東京メトロ・都営地下鉄とも同額であるが、白金高輪駅以遠にまたがる場合は、全区間を引き続き利用する方（あるいは乗ってきた方）の運賃として適用する。
- 近距離では関東大手私鉄他社に比べてやや割高な一方、中・遠距離は割安である。
  - 例1：中野駅から西船橋駅まで324円（切符は330円）。同区間をJR東日本で利用すると580円であり、両駅の周辺駅への利用や通過連絡運輸を適用した場合でも地下鉄線経由の方が安くなるケースが多い。
  - 例2：和光市駅から西船橋駅まで324円（切符は330円。有楽町線と東西線を利用、飯田橋駅乗り換え）。他のルートでは、
A 東武東上線、JR武蔵野線利用（朝霞台駅・北朝霞駅乗り換え）では981円（切符は990円）。
B 東武東上線、JR山手線・総武線利用（池袋駅、秋葉原駅乗り換え）では744円（切符は760円）。
であり、所要時間の差もA、Bともに東京地下鉄のみのルートと比較して、数分から10分ほどしかない。

### フリー乗車券

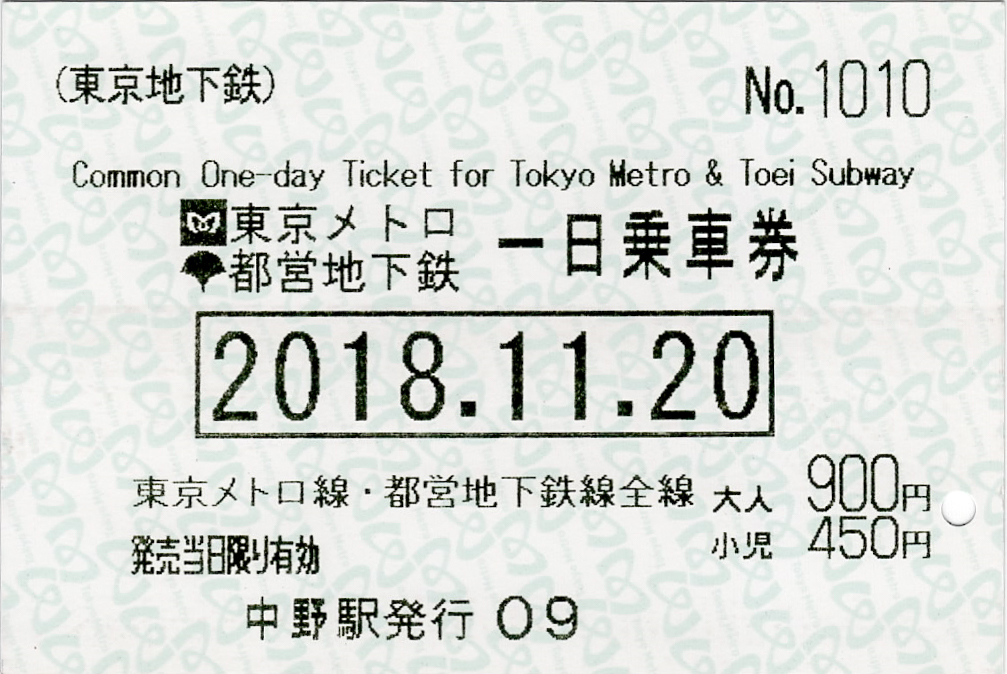
東京地下鉄 東京メトロ・都営地下鉄共通一日乗車券

有効期間内の24時間に限り、東京地下鉄線全線が乗り降り自由な磁気券式の「東京メトロ24時間券」（大人700円、小児350円）がある。なお、2016年3月25日までは「東京地下鉄一日乗車券」が販売されており、「使用当日のみ有効」だった。
PASMO（定期券情報が付加されたものを除く）へ情報を記録するタイプのフリー乗車券として、2017年4月1日より「東京メトロPASMO一日乗車券」（同額）が発売され、2020年3月14日からはPASMOにも「東京メトロ24時間券」が搭載可能となった。
このほか、都営地下鉄と組み合わせた「東京メトロ・都営地下鉄共通一日乗車券」（磁気券式とPASMO記録式がある）や、23区内の都営交通（都営地下鉄・都営バス（多摩地域を含む）・都電荒川線・日暮里・舎人ライナー）やJR線と組み合わせた「東京フリーきっぷ」、「○○東京メトロパス」として各私鉄などと組み合わせた一日乗車券も販売されている。
また、東京への訪問者や学生の修学旅行のために、1 - 3日間有効（2016年3月26日より24 - 72時間有効に改定）のオープンチケット「Tokyo Subway Ticket」も販売されている。なお、オープンチケットは、当初は関東1都6県および山梨県を除く全国の旅行代理店で東京方面向けの旅行商品（JR乗車券等を含む）とのセット販売のみだったが、2020年2月21日からは北海道・東北・北信越・四国・九州・沖縄の1道23県、2022年11月1日からは関東1都6県および山梨県を除く全国のローソン、セブン-イレブン、ファミリーマート及びミニストップで引換券の購入が可能になった（利用当日に東京メトロもしくは都営地下鉄の駅でチケットと引き換える）。これ以外に、熱海以西からの「エクスプレス予約」および「スマートEX」利用者に対しても発売される。
民営化以後、映画や美術館などのイベントなどの図柄を印刷した一日乗車券が枚数限定で発行されている（2006年春のドラえもん、同年夏のディズニー、同年冬の「さようなら東西線5000系」、2012年5月の東京スカイツリーグランドオープンなど）。SFメトロカードの記念図柄カードは2007年2月をもって新規発売を終了した。2007年秋の「第24回全国都市緑化ふなばしフェア おとぎの国の花フェスタinふなばし」に併せて東葉高速鉄道とのセット一日乗車券を発売するほか、ぐるっとパスとのセット一日乗車券も同時期から発売された。さらに100以上の都内のスポットに一日乗車券を提示するだけで割引などを受けられる「ちかとく」サービスも利用することも可能である。
このほか、2023年2月28日までは回数券が発売されていた。回数券は「同一運賃帯に有効」という方式（券面には運賃のみが記載されており、入場時に入場駅名が印字される。乗り越しの場合は差額のみ精算する）を採用し、利用可能な時間帯、曜日が異なる3種類があり、普通回数券（11枚綴り）、時差回数券（12枚綴り/平日10時-16時の入場か精算および土曜・休日の全時間帯に有効）、土休日回数券（14枚綴り）があった。いずれも普通片道運賃の10倍で販売され発売日から3か月間有効。なお、綾瀬駅-北千住駅間の相互発着については両駅でのみ（北千住駅は千代田線のみ）当該区間の140円回数券（普通回数券・時差回数券・土休日回数券）を発売していた。

### 特急料金
千代田線内を運行する小田急ロマンスカーによる特急列車に適用。ただし、千代田線内停車駅間の発売はされない。
- 事前販売：210円（小児：110円）[71]
- 車内販売：310円（小児：160円）[72]

### 座席指定料金
S-TRAIN（副都心線・有楽町線）およびTHライナー（日比谷線）に適用。ただし、それぞれの線内停車駅間の発売はされない。
- 事前販売：210円（小児：110円）[73]
- 車内販売：上記料金および他社線の料金の合計に200円を加算する[74]

## 旅客案内

### サインシステム
発足時より新しい案内サインシステムの導入を進めている。東京都渋谷区のデザイン会社・アール・イー・アイ がデザインを手がけたもので、旧営団地下鉄のサインシステムが検討された1975年当時から「利用者の高齢化」「国際都市化」「鉄道の複雑化」が進展したことを受け、全般的にユニバーサルデザインを取り入れつつも、サインの数を増やさず、かつ大型化もせずに表示の重点整備や簡略化をすすめ、字体もぼやけた状態でも誤読の少ない書体を選定している。
発足時は大手町駅と銀座駅に試験的に設置され、2005年10月から本格導入を開始、2006年3月までに乗り換え駅を中心に83駅に、残る駅も副都心線接続予定駅と他社管轄駅を除き2007年3月末までに導入された。半蔵門線渋谷駅（2008年6月に開業した副都心線も）は、2007年12月2日の東急への業務移管に伴い、東急様式のサインシステムが設置された。
有楽町線の地下鉄成増駅 - 池袋駅間の各駅と新宿三丁目駅・明治神宮前駅は、2008年6月14日の副都心線開業に合わせてさらに新しい案内サインシステムが設置された。トピー工業が納入したLED誘導サインが用いられており、薄型化と省電力を実現している。ただし、副都心線開業後も駅名標や改装工事中のエリアには、更新されずに残っているサイン類があったが、2010年3月6日に明治神宮前駅が「明治神宮前〈原宿〉駅」と案内を改めるのに伴い、駅名標は更新されている。

### 車内放送
次駅案内は、当初は原則駅発車時のみだったが2014年頃から順次駅到着時も行うようになり、同時に駅ナンバリングも案内されるようになった。ただし、自動放送が未更新の車両は到着時の放送を車掌が肉声で行っている。営団時代、冷房車が導入され始めた頃は非冷房車でも聞き取りやすくするため駅到着時のみだったが、自動放送導入車は発車時・到着時両方あった。
日本語放送は森谷真弓、英語放送は亀井佐代子が担当している（ただし他社から直通する特急およびライナー列車を除く ）。2004年の民営化から2017年までは英語放送をクリステル・チアリが担当していた（日本語は森谷真弓）。
また、2019年より乗務員による肉声放送も日本語・英語の2カ国語で実施している。

### 案内表示の英字表記
2006年頃より駅の看板・車内の案内表示器の英字表記（ラテン文字表記）に対して長音符（マクロン）が使われなくなり、以前から存在する長音符が付いている看板類と混在している。

## 利用状況

### 一日平均輸送人員
近年の路線別一日平均輸送人員は以下のとおりである。表中、最高値を赤色で、最高値を記録した年度以降の最低値を青色で、最高値を記録した年度以前の最低値を緑色で表記している。
| 年度               | 銀座線    | 丸ノ内線  | 日比谷線  | 東西線    | 千代田線  | 有楽町線  | 半蔵門線  | 南北線  | 副都心線 | 備考 |
| ------------------ | --------- | --------- | --------- | --------- | --------- | --------- | --------- | ------- | -------- | --- |
| 1980年（昭和55年） | 1,027,583 | 1,098,082 | 1,021,057 | 985,597   | 905,041   | 299,358   | 133,386   |         |          | |
| 1981年（昭和56年） | 1,064,608 | 1,127,468 | 1,051,287 | 1,029,764 | 949,515   | 322,854   | 151,624   |         |          | |
| 1982年（昭和57年） | 1,079,709 | 1,139,542 | 1,071,087 | 1,048,216 | 980,041   | 334,923   | 168,052   |         |          | 1982年12月9日、半蔵門線永田町駅 - 半蔵門駅間開業                                                              |
| 1983年（昭和58年） | 1,094,215 | 1,150,540 | 1,092,920 | 1,094,874 | 1,013,683 | 424,849   | 198,412   |         |          | 1983年6月24日、有楽町線営団成増駅 - 池袋駅間開業                                                              |
| 1984年（昭和59年） | 1,122,641 | 1,174,364 | 1,124,646 | 1,130,117 | 1,053,693 | 494,032   | 228,295   |         |          | |
| 1985年（昭和60年） | 1,137,068 | 1,180,476 | 1,144,378 | 1,158,731 | 1,067,695 | 522,879   | 247,849   |         |          | |
| 1986年（昭和61年） | 1,169,087 | 1,208,202 | 1,175,367 | 1,210,369 | 1,102,616 | 551,142   | 267,619   |         |          | |
| 1987年（昭和62年） | 1,180,647 | 1,215,590 | 1,191,226 | 1,248,833 | 1,124,415 | 583,379   | 278,224   |         |          | 1987年8月25日、有楽町線和光市駅 - 営団成増駅間開業                                                            |
| 1988年（昭和63年） | 1,185,997 | 1,230,838 | 1,227,454 | 1,281,572 | 1,163,482 | 674,783   | 307,561   |         |          | 1988年6月8日、有楽町線新富町駅 - 新木場駅間開業 1989年1月26日、半蔵門線半蔵門駅 - 三越前駅間開業              |
| 1989年（平成元年） | 1,139,383 | 1,220,715 | 1,231,356 | 1,246,430 | 1,184,150 | 753,230   | 431,619   |         |          | |
| 1990年（平成02年） | 1,131,164 | 1,228,008 | 1,252,334 | 1,248,758 | 1,206,109 | 748,536   | 471,616   |         |          | 1990年11月28日、半蔵門線三越前駅 - 水天宮前駅間開業                                                           |
| 1991年（平成03年） | 1,111,218 | 1,223,043 | 1,248,959 | 1,250,945 | 1,208,740 | 749,079   | 511,546   | 19,725  |          | 1991年11月29日、南北線駒込駅 - 赤羽岩淵駅間開業                                                               |
| 1992年（平成04年） | 1,092,293 | 1,209,673 | 1,243,846 | 1,265,224 | 1,213,597 | 762,345   | 533,304   | 22,468  |          | |
| 1993年（平成05年） | 1,061,706 | 1,187,704 | 1,224,956 | 1,268,304 | 1,200,745 | 765,509   | 536,865   | 25,087  |          | |
| 1994年（平成06年） | 1,035,594 | 1,170,032 | 1,210,002 | 1,250,158 | 1,188,468 | 759,109   | 541,665   | 26,246  |          | 1994年12月7日、有楽町線新線小竹向原駅 - 池袋駅間開業                                                          |
| 1995年（平成07年） | 1,019,199 | 1,146,879 | 1,197,035 | 1,232,486 | 1,164,729 | 763,549   | 547,907   | 27,355  |          | 1996年3月26日、南北線四ツ谷駅 - 駒込駅間開業                                                                  |
| 1996年（平成08年） | 1,018,942 | 1,157,789 | 1,185,021 | 1,242,219 | 1,154,408 | 761,665   | 550,180   | 89,536  |          | |
| 1997年（平成09年） | 1,024,523 | 1,144,054 | 1,162,917 | 1,238,600 | 1,138,884 | 760,109   | 553,939   | 118,580 |          | 1997年9月30日、南北線溜池山王 - 四ツ谷駅間開業 1998年3月26日、有楽町線が西武池袋線との相互直通運転開始        |
| 1998年（平成10年） | 1,040,597 | 1,133,969 | 1,154,947 | 1,239,145 | 1,125,994 | 761,728   | 565,695   | 147,106 |          | |
| 1999年（平成11年） | 1,016,806 | 1,111,726 | 1,122,062 | 1,209,262 | 1,099,120 | 744,751   | 559,535   | 152,655 |          | |
| 2000年（平成12年） | 1,028,005 | 1,103,326 | 1,098,550 | 1,215,306 | 1,085,068 | 751,506   | 570,065   | 201,723 |          | 2000年9月26日、南北線目黒駅 - 溜池山王駅間開業および東急目黒線との相互直通運転開始                            |
| 2001年（平成13年） | 1,024,728 | 1,083,010 | 1,069,704 | 1,212,161 | 1,073,958 | 756,860   | 584,679   | 293,164 |          | 2001年3月28日、南北線が埼玉高速鉄道線との相互直通運転開始                                                     |
| 2002年（平成14年） | 1,011,616 | 1,072,731 | 1,055,632 | 1,209,578 | 1,064,210 | 754,597   | 596,312   | 314,734 |          | 2003年3月19日、半蔵門線水天宮前駅 - 押上駅間開業および東武伊勢崎線・東武日光線との相互直通運転開始            |
| 2003年（平成15年） | 1,007,304 | 1,066,250 | 1,053,440 | 1,207,251 | 1,047,660 | 754,517   | 699,396   | 337,047 |          | 2004年3月31日、帝都高速度交通営団解散                                                                         |
| 2004年（平成16年） | 1,002,932 | 1,064,464 | 1,054,272 | 1,211,718 | 1,050,804 | 759,749   | 728,515   | 359,001 |          | |
| 2005年（平成17年） | 1,016,086 | 1,067,435 | 1,063,113 | 1,218,173 | 1,050,660 | 778,543   | 752,613   | 381,519 |          | |
| 2006年（平成18年） | 1,033,567 | 1,075,643 | 1,083,506 | 1,245,385 | 1,052,155 | 821,638   | 797,983   | 400,291 |          | |
| 2007年（平成19年） | 1,073,212 | 1,100,478 | 1,134,818 | 1,325,015 | 1,166,998 | 880,024   | 850,076   | 433,271 |          | 2008年3月15日、千代田線「メトロさがみ」「メトロはこね」「メトロホームウェイ」運転開始                         |
| 2008年（平成20年） | 1,051,507 | 1,102,068 | 1,119,595 | 1,335,177 | 1,142,080 | 903,186   | 854,457   | 444,059 | 259,170  | 2008年6月14日、副都心線池袋駅 - 渋谷駅間開業および東武東上線・西武有楽町線・西武池袋線との相互直通運転開始    |
| 2009年（平成21年） | 1,020,371 | 1,093,564 | 1,093,753 | 1,320,588 | 1,138,963 | 917,324   | 857,857   | 446,217 | 308,156  | |
| 2010年（平成22年） | 1,006,102 | 1,089,257 | 1,073,900 | 1,321,656 | 1,131,739 | 927,104   | 858,836   | 449,267 | 330,096  | |
| 2011年（平成23年） | 996,244   | 1,081,798 | 1,051,761 | 1,302,459 | 1,104,473 | 925,031   | 850,591   | 447,756 | 334,172  | |
| 2012年（平成24年） | 1,038,601 | 1,135,853 | 1,081,526 | 1,321,870 | 1,126,387 | 958,973   | 896,738   | 464,052 | 366,094  | 2013年3月16日、副都心線が東急東横線・みなとみらい線との相互直通運転開始                                       |
| 2013年（平成25年） | 1,045,970 | 1,207,127 | 1,125,871 | 1,348,223 | 1,160,589 | 1,009,337 | 941,923   | 482,024 | 476,149  | |
| 2014年（平成26年） | 1,059,061 | 1,232,267 | 1,132,520 | 1,365,166 | 1,179,673 | 1,027,974 | 960,626   | 497,076 | 501,392  | |
| 2015年（平成27年） | 1,087,122 | 1,281,172 | 1,157,715 | 1,406,323 | 1,210,574 | 1,075,653 | 998,383   | 518,929 | 530,442  | |
| 2016年（平成28年） | 1,108,999 | 1,316,238 | 1,180,839 | 1,430,224 | 1,241,023 | 1,103,083 | 1,026,840 | 537,036 | 552,697  | 2017年3月25日、有楽町線・副都心線「S-TRAIN」運転開始                                                          |
| 2017年（平成29年） | 1,138,566 | 1,351,483 | 1,206,982 | 1,450,463 | 1,268,688 | 1,130,084 | 1,053,644 | 561,032 | 573,055  | |
| 2018年（平成30年） | 1,149,104 | 1,377,467 | 1,235,783 | 1,467,499 | 1,300,686 | 1,159,641 | 1,076,953 | 579,067 | 589,641  | |
| 2019年（令和元年） | 1,113,378 | 1,398,323 | 1,213,592 | 1,439,550 | 1,323,020 | 1,165,922 | 1,070,028 | 582,756 | 600,733  | |
| 2020年（令和02年） | 668,189   | 913,103   | 817,351   | 997,596   | 901,678   | 789,270   | 685,354   | 373,364 | 400,382  | 2020年6月6日、日比谷線「THライナー」運転開始                                                                  |
| 2021年（令和03年） | 695,910   | 964,088   | 851,182   | 1,037,966 | 924,682   | 825,973   | 732,625   | 392,036 | 431,294  | |
| 2022年（令和04年） | 821,856   | 1,103,785 | 974,193   | 1,158,241 | 1,038,425 | 932,265   | 849,100   | 448,304 | 486,856  | |
| 2023年（令和05年） | 929,593   | 1,220,198 | 1,073,839 | 1,250,129 | 1,129,513 | 1,005,612 | 925,652   | 491,457 | 526,619  | 2023年3月18日、南北線と副都心線が東急目黒線および東急東横線を経由して東急新横浜線・相鉄線との相互直通運転開始 |

### 一日平均乗降人員上位30駅
2020年度は 各駅の乗降人員ランキング 2020年度 より。それ以外は 関東交通広告協議会、東京都統計年鑑、埼玉県統計年鑑、千葉県統計年鑑 より。
は、右欄の乗降人員と比較して増()、減()を表す。
| 順位 | 駅名           | 路線名   | 所在地         | 2020年度 | 2018年度 | 2015年度 | 2010年度  | 2005年度  | 2000年度 | 特記事項                                                           |
| ---- | -------------- | -------- | -------------- | -------- | -------- | -------- | --------- | --------- | -------- | ------------------------------------------------------------------ |
| 1    | 渋谷駅         | 銀座線   | 東京都渋谷区   | 121,153  | 224,896  | 216,687  | 219,748   | 225,441   | 0219,502 |                                                                    |
| 1    | 渋谷駅         | 半蔵門線 | 東京都渋谷区   | 538,261  | 843,344  | 786,932  | 0 584,127 | 434,122   | 0383,399 | 東急田園都市線との直通人員を含む。                                 |
| 1    | 渋谷駅         | 副都心線 | 東京都渋谷区   | 538,261  | 843,344  | 786,932  | 0 584,127 | 未開業    | 未開業   | 東急東横線（および横浜高速鉄道みなとみらい線）との直通人員を含む。 |
| 2    | 北千住駅       | 日比谷線 | 東京都足立区   | 224,670  | 304,635  | 290,330  | 292,545   | 311,599   | 0340,218 | 東武伊勢崎線（および日光線）との直通人員を含む。                   |
| 2    | 北千住駅       | 千代田線 | 東京都足立区   | 209,601  | 292,684  | 289,001  | 293,307   | 333,876   | 0351,230 |                                                                    |
| 3    | 池袋駅         | 丸ノ内線 | 東京都豊島区   | 376,997  | 575,043  | 548,839  | 0 476,336 | 468,526   | 0485,133 |                                                                    |
| 3    | 池袋駅         | 有楽町線 | 東京都豊島区   | 376,997  | 575,043  | 548,839  | 0 476,336 | 468,526   | 0485,133 |                                                                    |
| 3    | 池袋駅         | 副都心線 | 東京都豊島区   | 376,997  | 575,043  | 548,839  | 0 476,336 | 未開業    | 未開業   |                                                                    |
| 4    | 綾瀬駅         | 千代田線 | 東京都足立区   | 334,709  | 454,734  | 440,825  | 446,839   | 480,138   | 0508,155 | 常磐緩行線との直通人員を含む。                                     |
| 5    | 大手町駅       | 丸ノ内線 | 東京都千代田区 | 232,003  | 356,634  | 313,620  | 274,618   | 274,843   | 0287,714 |                                                                    |
| 5    | 大手町駅       | 東西線   | 東京都千代田区 | 232,003  | 356,634  | 313,620  | 274,618   | 274,843   | 0287,714 |                                                                    |
| 5    | 大手町駅       | 千代田線 | 東京都千代田区 | 232,003  | 356,634  | 313,620  | 274,618   | 274,843   | 0287,714 |                                                                    |
| 5    | 大手町駅       | 半蔵門線 | 東京都千代田区 | 232,003  | 356,634  | 313,620  | 274,618   | 274,843   | 0287,714 |                                                                    |
| 6    | 西船橋駅       | 東西線   | 千葉県船橋市   | 212,994  | 295,943  | 285,186  | 276,164   | 234,157   | 0241,994 | 東葉高速鉄道東葉高速線、中央・総武緩行線との直通人員を含む。       |
| 7    | 代々木上原駅   | 千代田線 | 東京都渋谷区   | 199,709  | 292,774  | 259,259  | 227,020   | 182,036   | 0170,886 | 小田急小田原線（および多摩線）との直通人員を含む。                 |
| 8    | 新宿駅         | 丸ノ内線 | 東京都新宿区   | 155,619  | 239,794  | 231,340  | 215,468   | 238,421   | 0266,409 |                                                                    |
| 9    | 中目黒駅       | 日比谷線 | 東京都目黒区   | 149,844  | 230,956  | 221,142  | 185,535   | 162,301   | 0158,437 |                                                                    |
| 10   | 銀座駅         | 銀座線   | 東京都中央区   | 149,432  | 265,325  | 245,208  | 248,371   | 269,751   | 0276,899 |                                                                    |
| 10   | 銀座駅         | 丸ノ内線 | 東京都中央区   | 149,432  | 265,325  | 245,208  | 248,371   | 269,751   | 0276,899 |                                                                    |
| 10   | 銀座駅         | 日比谷線 | 東京都中央区   | 149,432  | 265,325  | 245,208  | 248,371   | 269,751   | 0276,899 |                                                                    |
| 11   | 新橋駅         | 銀座線   | 東京都港区     | 146,702  | 253,678  | 241,041  | 216,159   | 203,693   | 0211,093 |                                                                    |
| 12   | 豊洲駅         | 有楽町線 | 東京都江東区   | 140,612  | 227,384  | 200,533  | 138,876   | 058,197   | 0052,363 |                                                                    |
| 13   | 小竹向原駅     | 有楽町線 | 東京都練馬区   | 138,670  | 187,580  | 166,878  | 0 134,113 | 078,734   | 0068,938 | 西武有楽町線（および池袋線）との直通人員を含む。                   |
| 13   | 小竹向原駅     | 副都心線 | 東京都練馬区   | 138,670  | 187,580  | 166,878  | 0 134,113 | 未開業    | 未開業   | 西武有楽町線（および池袋線）との直通人員を含む。                   |
| 14   | 和光市駅       | 有楽町線 | 埼玉県和光市   | 136,092  | 190,268  | 176,216  | 0 156,404 | 104,180   | 0098,979 | 東武東上本線との直通人員を含む。                                   |
| 14   | 和光市駅       | 副都心線 | 埼玉県和光市   | 136,092  | 190,268  | 176,216  | 0 156,404 | 未開業    | 未開業   | 東武東上本線との直通人員を含む。                                   |
| 15   | 上野駅         | 銀座線   | 東京都台東区   | 130,271  | 215,821  | 207,240  | 204,449   | 207,129   | 0219,557 |                                                                    |
| 15   | 上野駅         | 日比谷線 | 東京都台東区   | 130,271  | 215,821  | 207,240  | 204,449   | 207,129   | 0219,557 |                                                                    |
| 16   | 日本橋駅       | 銀座線   | 東京都中央区   | 128,624  | 196,307  | 174,752  | 169,946   | 164,617   | 0174,703 |                                                                    |
| 16   | 日本橋駅       | 東西線   | 東京都中央区   | 128,624  | 196,307  | 174,752  | 169,946   | 164,617   | 0174,703 |                                                                    |
| 17   | 押上駅         | 半蔵門線 | 東京都墨田区   | 126,120  | 183,987  | 162,910  | 120,091   | 00 78,744 | 未開業   | 東武伊勢崎線（および日光線）との直通人員を含む。                   |
| 18   | 高田馬場駅     | 東西線   | 東京都新宿区   | 125,620  | 204,848  | 196,613  | 184,754   | 174,300   | 0181,590 |                                                                    |
| 19   | 東京駅         | 丸ノ内線 | 東京都千代田区 | 124,759  | 218,275  | 196,687  | 156,008   | 138,446   | 0141,057 |                                                                    |
| 20   | 西日暮里駅     | 千代田線 | 東京都荒川区   | 121,799  | 170,389  | 166,157  | 157,802   | 138,446   | 0157,034 |                                                                    |
| 21   | 飯田橋駅       | 東西線   | 東京都千代田区 | 116,578  | 198,296  | 186,299  | 167,960   | 154,277   | 0139,622 |                                                                    |
| 21   | 飯田橋駅       | 有楽町線 | 東京都新宿区   | 116,578  | 198,296  | 186,299  | 167,960   | 154,277   | 0139,622 |                                                                    |
| 21   | 飯田橋駅       | 南北線   | 東京都新宿区   | 116,578  | 198,296  | 186,299  | 167,960   | 154,277   | 0139,622 |                                                                    |
| 22   | 霞ケ関駅       | 丸ノ内線 | 東京都千代田区 | 113,846  | 152,818  | 146,162  | 129,036   | 120,195   | 0125,311 |                                                                    |
| 22   | 霞ケ関駅       | 日比谷線 | 東京都千代田区 | 113,846  | 152,818  | 146,162  | 129,036   | 120,195   | 0125,311 |                                                                    |
| 22   | 霞ケ関駅       | 千代田線 | 東京都千代田区 | 113,846  | 152,818  | 146,162  | 129,036   | 120,195   | 0125,311 |                                                                    |
| 23   | 表参道駅       | 銀座線   | 東京都港区     | 113,687  | 186,923  | 174,394  | 146,476   | 134,651   | 0122,369 |                                                                    |
| 23   | 表参道駅       | 千代田線 | 東京都港区     | 113,687  | 186,923  | 174,394  | 146,476   | 134,651   | 0122,369 |                                                                    |
| 23   | 表参道駅       | 半蔵門線 | 東京都港区     | 113,687  | 186,923  | 174,394  | 146,476   | 134,651   | 0122,369 |                                                                    |
| 24   | 中野駅         | 東西線   | 東京都中野区   | 109,528  | 163,908  | 153,746  | 135,706   | 111,084   | 0116,598 | 中央・総武緩行線との直通人員を含む。                               |
| 25   | 九段下駅       | 東西線   | 東京都千代田区 | 108,891  | 181,417  | 166,390  | 143,931   | 126,343   | 0133,384 |                                                                    |
| 25   | 九段下駅       | 半蔵門線 | 東京都千代田区 | 108,891  | 181,417  | 166,390  | 143,931   | 126,343   | 0133,384 |                                                                    |
| 26   | 有楽町駅       | 有楽町線 | 東京都千代田区 | 106,508  | 177,367  | 167,929  | 147,259   | 125,755   | 0131,552 |                                                                    |
| 27   | 新宿三丁目駅   | 丸ノ内線 | 東京都新宿区   | 100,585  | 167,437  | 149,796  | 00 99,359 | 046,987   | 0049,807 |                                                                    |
| 27   | 新宿三丁目駅   | 副都心線 | 東京都新宿区   | 100,585  | 167,437  | 149,796  | 00 99,359 | 未開業    | 未開業   |                                                                    |
| 28   | 市ケ谷駅       | 有楽町線 | 東京都新宿区   | 098,209  | 150,760  | 139,608  | 126,997   | 113,876   | 0113,715 |                                                                    |
| 28   | 市ケ谷駅       | 南北線   | 東京都新宿区   | 098,209  | 150,760  | 139,608  | 126,997   | 113,876   | 0113,715 |                                                                    |
| 29   | 東陽町駅       | 東西線   | 東京都江東区   | 097,648  | 124,790  | 122,916  | 129,076   | 114,370   | 0108,530 |                                                                    |
| 30   | 国会議事堂前駅 | 丸ノ内線 | 東京都千代田区 | 093,128  | 161,573  | 140,867  | 127,591   | 118,749   | 0114,125 |                                                                    |
| 30   | 国会議事堂前駅 | 千代田線 | 東京都千代田区 | 093,128  | 161,573  | 140,867  | 127,591   | 118,749   | 0114,125 |                                                                    |
| 30   | 溜池山王駅     | 銀座線   | 東京都千代田区 | 093,128  | 161,573  | 140,867  | 127,591   | 118,749   | 0114,125 |                                                                    |
| 30   | 溜池山王駅     | 南北線   | 東京都千代田区 | 093,128  | 161,573  | 140,867  | 127,591   | 118,749   | 0114,125 |                                                                    |

上位30位の半数は、2路線以上が乗り入れる駅または他路線と相互直通運転を行っている駅である。2018年度時点で一日平均乗降人員が30万人を超えている駅は渋谷駅、北千住駅、池袋駅、綾瀬駅、大手町駅の5駅である。
渋谷駅は銀座線、半蔵門線、副都心線の3路線が乗り入れ、半蔵門線は東急田園都市線に、副都心線は東急東横線にそれぞれ相互直通運転を行っている。山手線との接続駅でもあり、副都心線の開業前から一日平均乗降人員が60万人を超えていた。乗降人員は増加傾向が続いていたが、副都心線の開業と東急東横線の地下化に伴う相互直通運転の開始により乗降人員はさらに増加し、2016年度から2019年度まで一日平均乗降人員が100万人を超えた。
北千住駅は日比谷線、千代田線の2路線が乗り入れ、日比谷線は東武伊勢崎線に相互直通運転を行っている。山手線との接続駅ではないが、1990年代のピーク時は一日平均乗降人員が70万人を超えていた。運輸大臣がラッシュ時の視察に訪れるほど混雑が激しかった時期もあり、1992年度から1996年度にかけて改良工事が行われた。半蔵門線の押上駅延伸に伴い、同駅でも東武伊勢崎線との相互直通運転を開始したほか、首都圏新都市鉄道つくばエクスプレスの開業により乗降人員は減少し、混雑は緩和されている。
池袋駅は丸ノ内線、有楽町線、副都心線の3路線が乗り入れる。有楽町線と副都心線は同駅から和光市駅まで共用区間となっている。西武池袋線と東武東上本線に接続するが、西武池袋線は小竹向原駅で、東武東上本線は和光市駅で有楽町線と副都心線に相互直通運転を行っている。
綾瀬駅は千代田線の単独駅であるが、同駅で常磐緩行線に相互直通運転を行っている。同駅から北千住駅までは常磐快速線との併走区間であり、この区間は特定運賃が設定されている。これは国鉄が通勤五方面作戦で常磐線を複々線化する際に工事費の抑制を求められていたこと、営団が綾瀬車両基地までの線路を敷設する時期が重なり、現在の形態となったことによる。
大手町駅は丸ノ内線、東西線、千代田線、半蔵門線の4路線が乗り入れる。千代田線の西側に都営三田線が並走しているが、日比谷通りの道路幅員を考慮して、東西線交差地点の北側に千代田線のホーム、南側に三田線のホームを建設した。駅周辺はメガバンクの本店等が所在するオフィス街であり、世界有数の中心業務地区である。

## 広報

### キャッチコピー
- 2004年度 - 「東京ポジティブで行こう」「ココロも動かす地下鉄へ。」
- 2005年度 - 「東京スピード」「東京のスピードで楽しもう。」→「東京はポジティブに楽しもう。」（JR福知山線脱線事故が発生したため、キャッチコピーが変更となった）
- 2006年度 - 「東京□.net」「東京の楽しみをつなぐチカラ。」
- 2007年度、2010年度 - 「TOKYO HEART」「メトロが心をつないでく。」（キャッチコピーの再利用は初めて）[84]
- 2008年度 - 「DO! TOKYO HEART」
- 2009年度 - 「TOKYO HEART」「東京にもっとハートを。」[注釈 18]
- 2011年度 - 「TOKYO WONDERGROUND」（東日本大震災の影響により開始が約1か月遅れた）[85]
- 2012年度 - 「We are the Tokyo Navigator」[86]
- 2013年度、2014年度 - 「Color your days.」[87][88]
- 2015年度 - 「Find my Tokyo.」「メトロでみつかる、わたしの東京。」[89]
- 2016年度 - 「Find my Tokyo.」「メトロで見つけた、お気に入りの東京。」
- 2017年度 - 「Find my Tokyo.」「メトロでひろがる、お気に入りの東京。」
- 2018年度 - 「Find my Tokyo.」「メトロでつながる、ひとりひとりの東京。」
- 2019年度 - 「Find my Tokyo.」「メトロでひびきあう、ひとりひとりの東京。」
- 2020年度 - なし
- 2021年度（12月以降） - 「Find my Tokyo.」[10]「みんなでみつける、これからの東京。」

### イメージキャラクター
1. 2004年度 - 山田孝之・井川遥
2. 2005年度 - 2006年度 - 山田優
3. 2007年度 - 2009年度 - 宮﨑あおい
4. 2010年度 - 新垣結衣[84]
5. 2011年度 - 杏[85]
6. 2012年度 - 武井咲[86]
7. 2013年度 - 2015年度 - 堀北真希[87][88][89]
8. 2016年度 - 石原さとみ[90]

- すすメトロ!（2016年度 - 2018年度）[91] - ドラえもん[92][注釈 19]
- 東西線・新橋・豊洲 OFF PEAK PROJECT[注釈 20]（2019年度 - 2020年度、芸人時代） - ダンディ坂野・小島よしお・髭男爵[93]・スギちゃん
- 東西線OFF PEAK PROJECT（2021年度 -、キャラクター時代）- あしたのジョー[94]

### CMソング
- 2010年度 - 「福笑い」（高橋優）
- 2011年度 - 「新しい文明開化」（東京事変）
- 2012年度 - 「メトロに乗って」（斉藤和義）[86]
- 2013年度 - 「Hey girl! 近くても」（松任谷由実）[87]
- 2014年度 - 「アイネクライネ」（米津玄師[88]）
- 2015年度 - 「となりのメトロ」（YUKI）[89]
- 2016年度 - 「my town」 (YEN TOWN BAND feat. Kj (Dragon Ash))[90]、「こだま、ことだま。」 (Bank Band) 、「reunion」（back numberと秦基博と小林武史）、「陽」（クリープハイプ × 谷口鮪 (KANA-BOON)）
- 2017年度 - 「Happy Life」（中島美嘉 × Salyu）[95]、「to U (Tokyo Metro version)」 (Bank Band with Salyu) 、「太陽に背いて」（佐藤千亜妃と金子ノブアキと小林武史）、「ハートアップ」（絢香 × 三浦大知）
- 2018年度 - 「ハナウタ」（[Alexandros] × 最果タヒ）、「これでいいんだよ」（安藤裕子 feat. TOKU）、「メトロ」（JUJU × 松尾潔 × 小林武史）、「メトロノーツ」（スキマスイッチと矢野まき）
- 2019年度 - 「ドラマ」（DAOKO × 小林武史）、「Classic」（Little Glee Monster × 小林武史）、「ぼくの街に遊びにきてよ」（スガシカオ×小林武史）、「曇り夜空は雨の予報」（SHISHAMO × 小林武史）
- 2021年度 - 「メトロノーツ」（スキマスイッチ）[10]

### マスコットキャラクター
メトポン
2007年から所有車両のドアステッカーに使用されているタヌキのキャラクター。メトポンの妻「ちかポン」、その子供「ポン太」も存在する。主な特徴は以下の通り。
- 地方出身で大人になってから上京
- 趣味は東京食べ歩き（特に下町が大好き）
- 特技は野球
- 大好物はカレーとビール

2015年より順次ドアステッカーが新たなもの（メトポンを含め、キャラクターを使用しないもの）に更新されたため姿を消していったが、以降もイベント やマナーポスター、LINEスタンプなどで使用されている。

一日太郎
東京地下鉄一日乗車券のキャラクター。頭部に「1」の文字がある。全身白色。
ぎんちゃん・まるちゃん
地下鉄博物館のキャラクター。卵形の体に羽が生えている妖精。ぎんちゃんは銀座線、まるちゃんは丸ノ内線からそれぞれ抜け出てきた設定。
駅乃みちか（えきの みちか）
東京メトロサービスマネージャーのイメージキャラクター。ショートヘアーで、東京メトロの制服を着ている。主な特徴は以下の通り。
- 趣味：メトロ沿線の穴場探し
- 好きなもの：アーバンライフ、田舎暮らし、バーニャ・カウダ
- 嫌いなもの：都会の喧騒、蟲、セロリ

2020年7月に次述の「駅街かける」が登場してからは自然消滅した形になっている。
駅街かける（えきまち かける）
東京メトロが大好きな少年。2020年7月に有楽町駅に掲出されて使用が開始された。

### CMソング作詞・作曲者
- 菅野よう子（2004年度CMソング『From Metropolis』を作曲）
- リチャード・ロジャース（2005年度CMソング『Happy Talk』を作曲）
- PES（RIP SLYMEのメンバー。2007年度CMソング「Tales」を作曲）
- 峯田和伸（銀杏BOYZのメンバー。2008年度CMソング『銀河鉄道の夜 第二章 〜ジョバンニに伝えよ、ここにいるよと〜』を作曲）
- 阿部義晴（ユニコーンのメンバー。2009年度CMソング『HELLO』を作詞・作曲）
- 高橋優（2010年度CMソング『福笑い』を作詞・作曲）
- 東京事変
  - 椎名林檎（2011年度CMソング『新しい文明開化』を作詞）
  - 伊澤一葉・椎名林檎（同上・作曲）
- 斉藤和義（2012年度CMソング『メトロに乗って』を作詞・作曲）
- 松任谷由実（2013年度CMソング『Hey girl! 近くても』を作詞・作曲）
- 米津玄師（2014年度CMソング『アイネクライネ』を作詞・作曲）

### 東京メトロがスポンサーの番組・イベント
- 東京日和（日本テレビの5分ミニ番組、一社提供、既に終了）
- メトログ（TBSの5分ミニ番組、一社提供、既に終了）
- ウチくる!?（フジテレビ系、関東地区のみ、2006年4月から2007年3月まで提供） - ホームページ連動CM「東京□.net」を放送していた。
- 東京国際マラソン（2005年・2006年のスポンサー）→東京マラソン（2007年の開始時からスポンサー、全国ネット）[100]
- マラソングランドチャンピオンシップ（2019年、2020年東京オリンピック・男女マラソン日本代表選考会）

## 関連事業

### 不動産事業
「Echika（エチカ）」のような駅併設の駅ナカ小売・飲食店のほか、沿線を中心にオフィスビル、ホテル、住宅、ゴルフ練習場、レンタル収納スペースを展開している。オフィスビルは「メトロシティー」、マンションタイプの集合住宅は「メトロステージ」のブランド名がある。

## 関連企業・団体
東京地下鉄公式サイト「グループ企業 - 東京メトログループ一覧」も参照。

### グループ企業
出典:
連結子会社
- メトロ車両 - 鉄道車両検査・改修工事
- メトロアドエージェンシー - Tokyo Metro ビジョンの運用など広告代理業、東京地下鉄沿線を中心とした東京の地域情報サイト「アーバンライフメトロ」の運営
- メトロ開発 - 土木・建築コンサルタント、鉄道高架下の開発・運営管理
- メトロコマース - 駅売店等の物販、サービス業務および駅務業務
- メトロプロパティーズ - 駅ナカ商業施設（エチカ、メトロピア、メトロエム等）および外食事業（駅そば「そば処めとろ庵」等）の運営管理
- 東京メトロ都市開発 - 不動産開発、オフィスビル等の賃貸・運営管理、東陽町駅近くのゴルフ練習場の運営。過去にはメトロ食堂街も運営していた。
- メトロライフサポート - 東京地下鉄の従業員向け施設（社宅・社員食堂・職場内自動販売機）管理業務
- メトロセルビス - 駅構内等の清掃業務および警備業務
- メトロステーションファシリティーズ - 駅設備保守管理業務
- メトロレールファシリティーズ - 工務関係保守業務
- 地下鉄メインテナンス - 電気関係保守業務
- メトロビジネスアソシエ - 人事・経理・システムサービスに関する事務業務
- メトロフルール - 特例子会社、東京メトロ従業員向け福利厚生施設等の清掃業務
- 東京メトロエデュケーショナル - 教育施設の運営、学力・能力開発等に関する教育・学習支援サービスの企画及び実施

非連結子会社
- VIETNAM TOKYO METRO ONE MEMBER LIMITED LIABILITY COMPANY - ベトナム都市鉄道整備事業の支援

持分法適用関連会社
- 渋谷熱供給 - 熱供給事業
- はとバス - 観光バス事業等
- 日本コンサルタンツ - 鉄道コンサルティング事業

### 公益法人
- 公益財団法人メトロ文化財団[117] - 地下鉄博物館の運営等

### 過去のグループ企業
- レッツエンジョイ東京 - 「アーバンライフメトロ」と同コンセプトの東京の地域情報サイト。2004年に東京地下鉄とエヌケービーの共同事業としてサービス開始後、2007年に株式会社ぐるなびへ事業譲渡、2019年9月に「株式会社レッツエンジョイ東京 (Let's ENJOY TOKYO, Inc. ) として会社設立[118]。

### 労働組合
有価証券報告書によれば、労働組合の状況は以下の通り。
| 名称               | 上部組織                 |
| ------------------ | ------------------------ |
| 東京地下鉄労働組合 | 日本私鉄労働組合総連合会 |

## その他

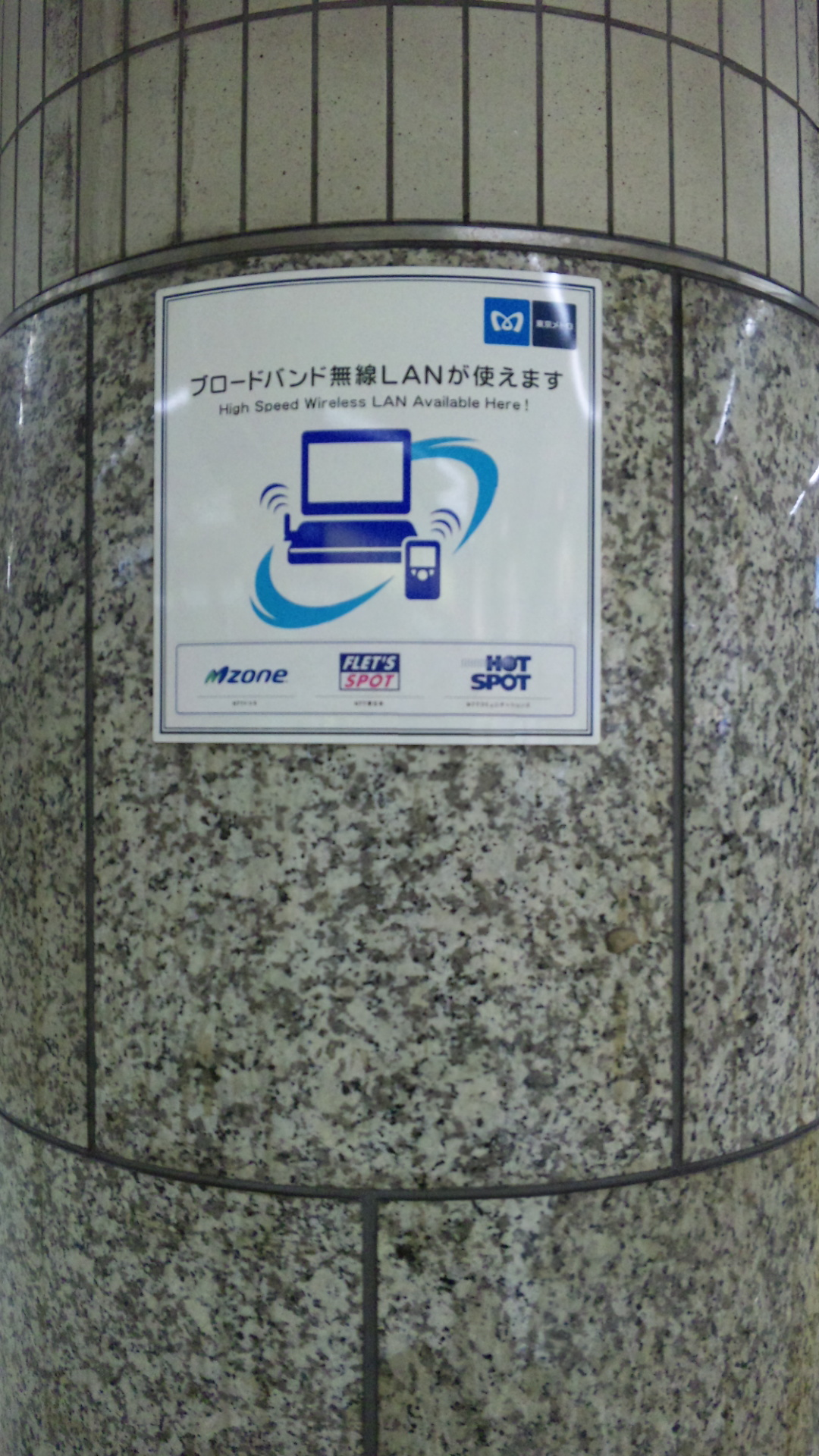
駅内での公衆無線LAN案内板

- 株式会社日本格付研究所による格付けは「AAA」となっている。（2019年11月8日時点）[119]
- 駅の水飲み施設が各社で減っているなか、東京地下鉄では多くの駅に冷水機が設置されていたが、2014年度に全廃した[120]。蛇口タイプの水飲み場も2018年5月までに全廃している[120]。
- 1998年10月に丸ノ内線新宿三丁目駅で、駅構内での携帯電話の使用が可能になり、2003年8月より全駅の構内で携帯電話が使えるようになった。2012年3月30日には南北線本駒込 - 赤羽岩淵間のトンネル内で携帯電話が使えるようになり、以後順次提供区間を拡大し、2013年3月21日に全線[注釈 23]の列車内で携帯電話の利用が可能となった[122][123]。
- ほぼ全駅でNTTドコモのdocomo Wi-Fi、NTT東日本のフレッツ・スポット（以上2004年12月より）、ソフトバンクモバイルのソフトバンクWi-Fiスポット（2011年11月1日より[124]）といった公衆無線LANサービスが利用できる（2013年7月末まではNTTコミュニケーションズのHotSpotも利用可能だった）。2013年2月14日から2014年11月までNTTブロードバンドプラットフォームと共同で、銀座線の全駅などで構内無線LANを使用した無料インターネット接続サービスや情報配信サービス「MANTA」の試験提供を行っていた[125][126]。またUQコミュニケーションズのWiMAX通信設備を設置することで合意、2012年3月31日中野富士見町駅の駅構内でWiMAXサービスの提供を開始、2013年5月28日に全線の駅構内・トンネル内にてWiMAXサービスが使えるようになった[127]。
- PASMO導入に合わせ、2007年からハウスカード「Tokyo Metro To Me CARD」の発行を開始した。PASMOオートチャージサービスに対応するほか、PASMO残高引き去り回数ごとにポイントが付与される独自のポイントサービス「メトロポイント」を導入している。
- 2018年度より、都営地下鉄とともに順次全車両の車内に防犯カメラの設置を開始した[128][129]。
- 営団時代から地下鉄施設の部外者による撮影は容認されていなかったが、2012年の1000系登場を機に施設内の撮影が解禁された[130]。尤も、営団時代から駅構内やウェブサイト等に撮影禁止の旨が掲示されたことは無く、鉄道趣味誌の読者投稿でも施設内で撮影した写真の掲載が規制されたことはない[注釈 24]。更に東京メトロ発足後はそれまで実施していなかった車両基地の一般公開など、撮影を前提としたイベントが開催されるようになっていた。